# 帕尔马国家美术馆
帕尔马国家美术馆（義大利語：Galleria nazionale di Parma），也译作帕尔马国立美术馆，是位于意大利北部帕尔马皮洛塔宮內的一家美术馆。帕尔马国家美术馆收藏有安杰利科修士、加纳莱托、安东尼奥·达·科雷焦、圭尔奇诺、达芬奇、弗兰西斯科·帕尔米贾尼诺、丁托列托等名家的作品。

## 歷史
美術館所在的地點曾是統治帕爾馬的法爾內塞家族及後繼的波旁-帕爾馬家族的府邸皮洛塔宮的一部分，皮洛塔宮於二戰時受到一定程度損壞，目前許多建築都是戰後重建而成的。法爾內塞家族大多數的收藏都已隨卡洛斯三世遷至那不勒斯的國立卡波迪蒙特博物館，僅有極少數收藏得以留在帕爾馬，目前大多數館藏是由費迪南多公爵以及菲利波一世公爵的妻子法蘭西的路易絲-伊莉莎白公主和法國占據時期由拿破崙的第二任妻子瑪麗·路易莎女公爵所收購的。
二戰後美術館透過收購及捐贈也得到了許多珍貴的館藏，尤其是增加了不少20世紀的名家作品，但由於館藏空間的限制以及未有系統性地整理，目前展出的作品仍以19世紀以前的作品為主。

## 主要館藏列表

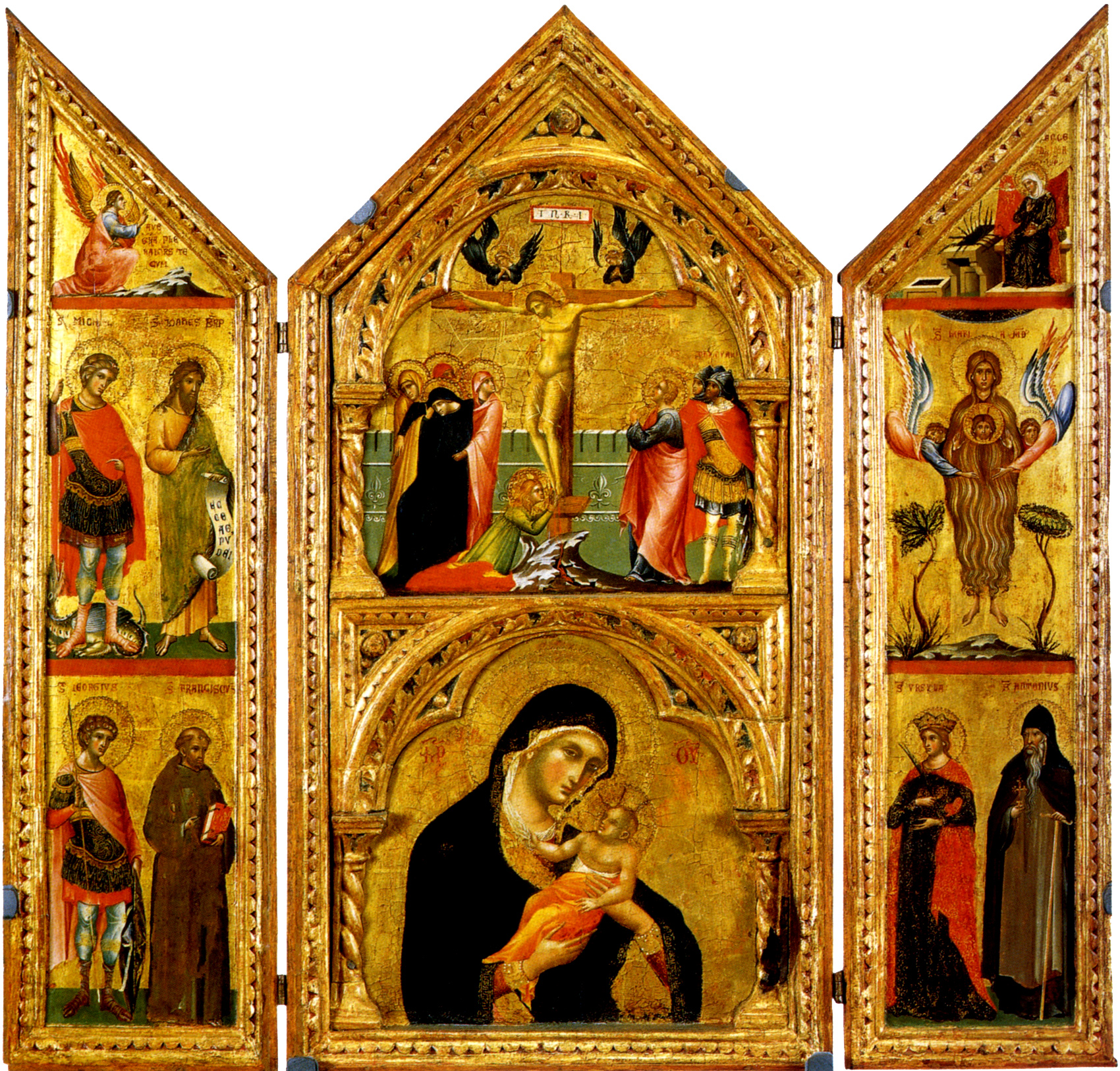
保羅·維內齊亞諾（英语：Paolo Veneziano）的《攜帶式祭壇畫》（Altare portatile），74 × 74.5 × 4.5cm，約作於1335年，1872年始藏。
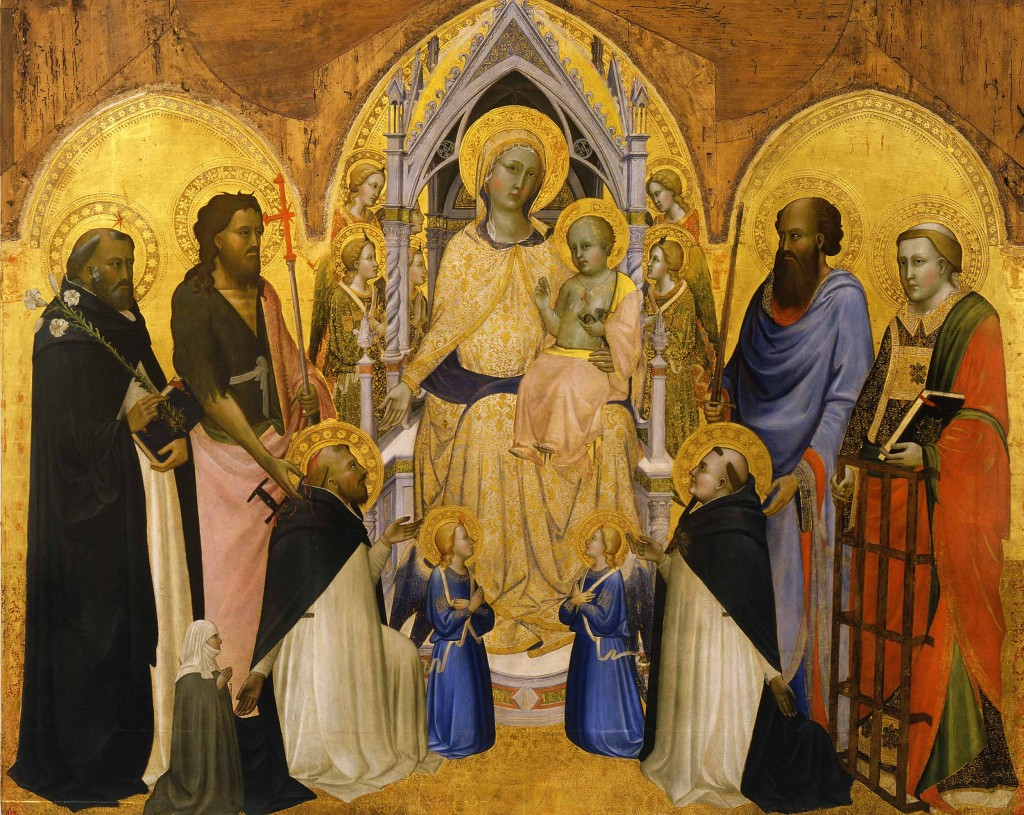
阿尼奧羅·加迪（英语：Agnolo Gaddi）的《聖母子與聖人們（英语：Enthroned Madonna and Child with Saints）》，159 × 198cm，約作於1375年，1855年始藏。
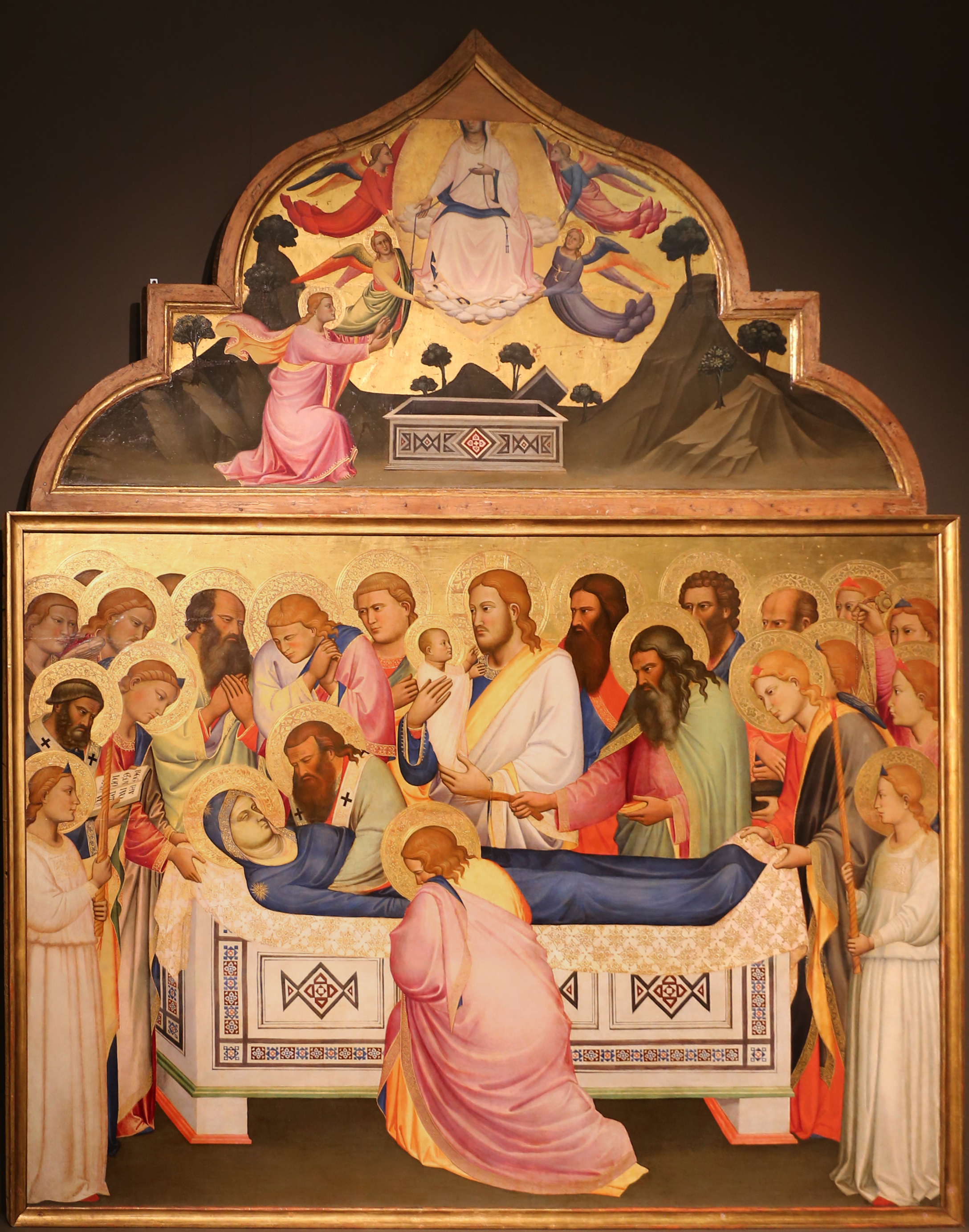
尼可洛·迪·皮埃特羅·傑里尼（英语：Niccolò di Pietro Gerini）的《聖母之死》（Dormitio e Assunzione della Vergine），244 × 201cm，約作於1370－1375年，1865年始藏。
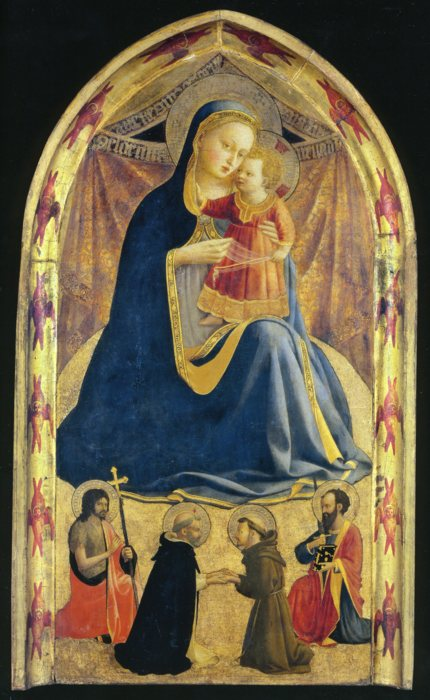
弗拉·安杰利科及扎諾比·斯特羅齊（英语：Zanobi strozzi）的《聖母子與聖人喬瓦尼·巴蒂斯塔、多梅尼科、弗朗切斯科及保羅》（Madonna dell'umiltà e Santi），128 × 68cm，約作於1428－1430年，1865年始藏。
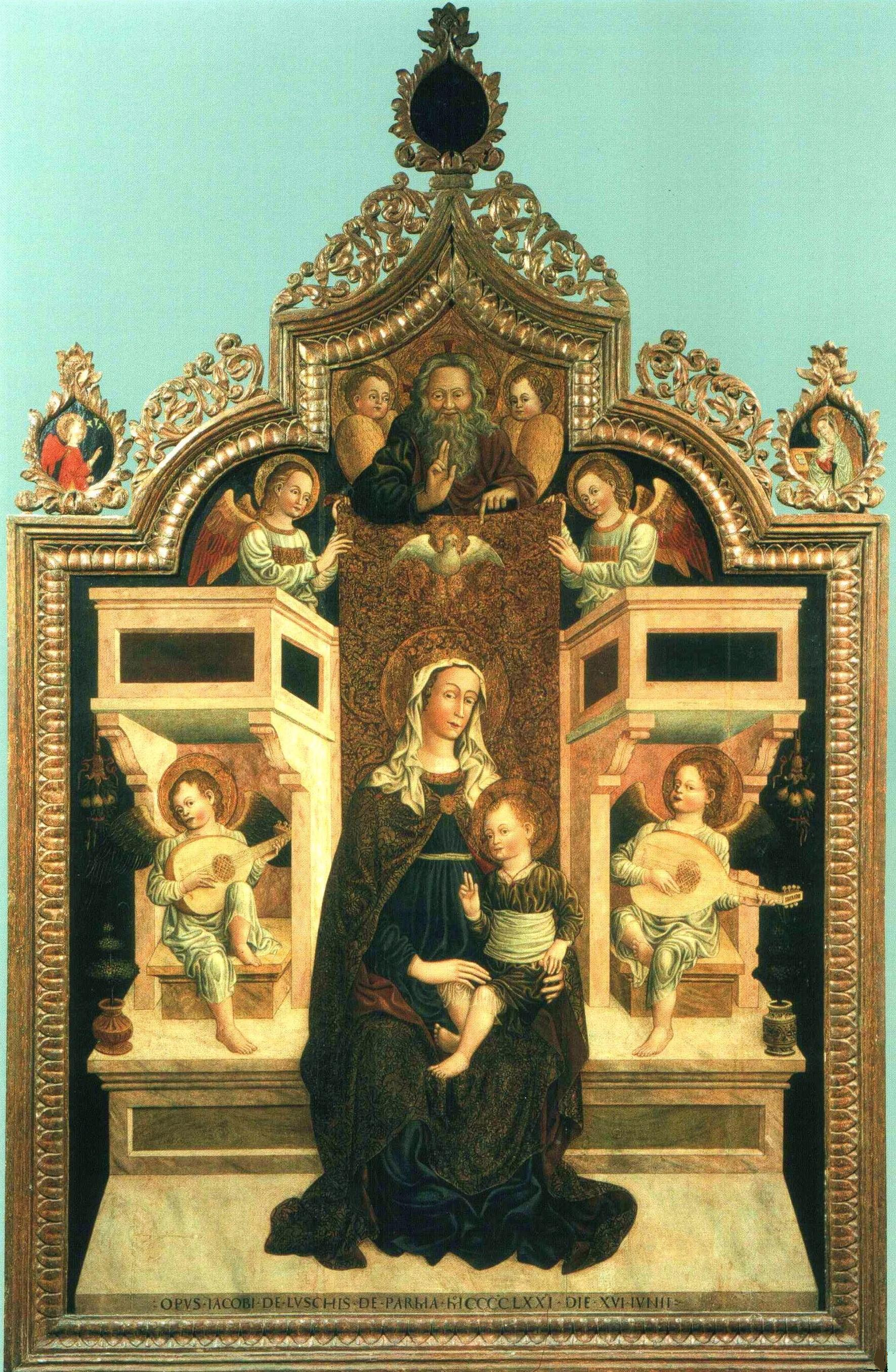
雅可波·羅斯基（英语：Jacopo Loschi）的《寶座中的聖母子、天使與天父》（Madonna col Bambino e angeli e Eterno benedicente），222 × 171cm，約作於1471年，1816年始藏。
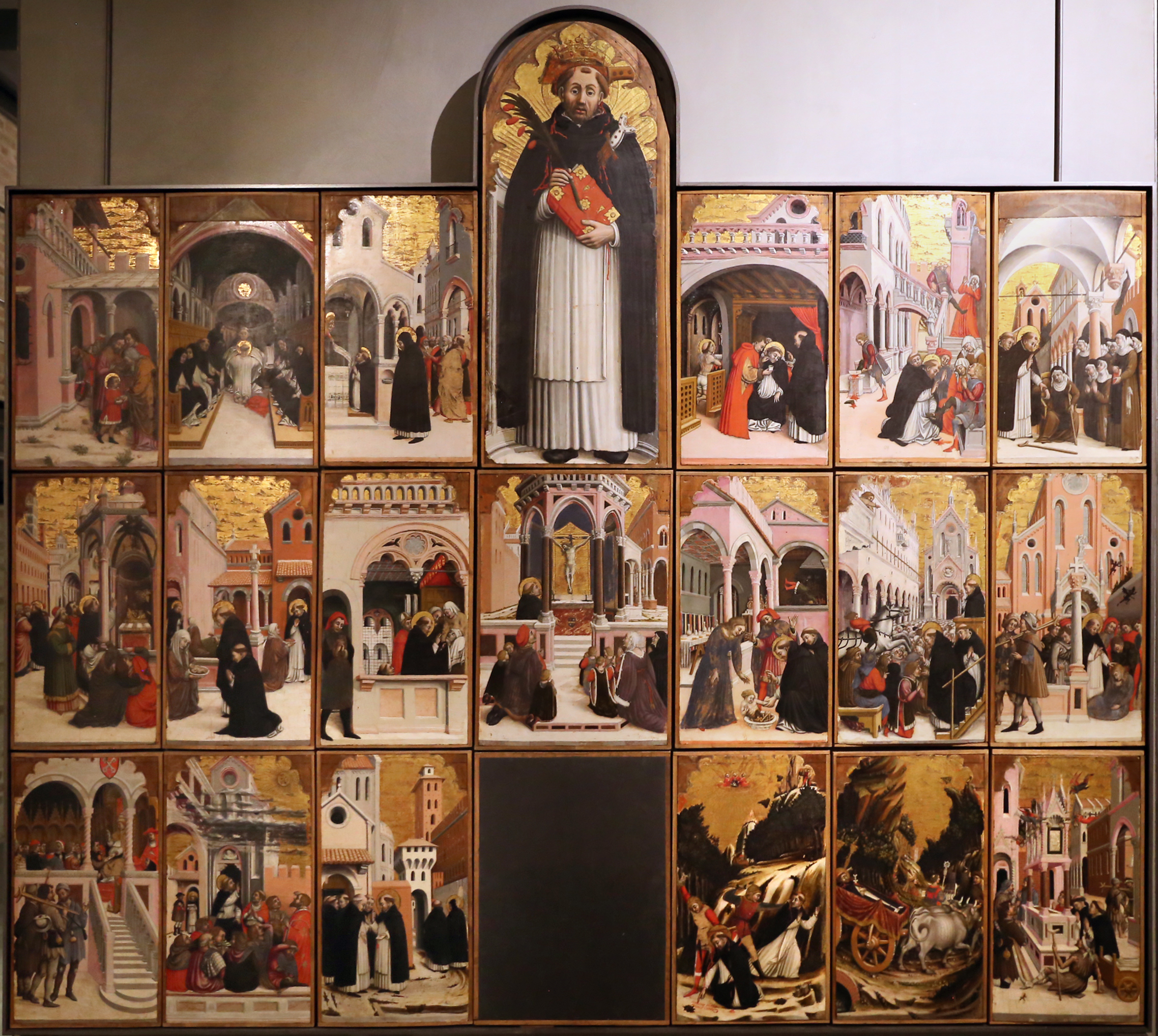
阿尼奧羅·德里·艾里（英语：Agnolo degli Erri）和巴爾托洛梅奧·德里·艾里（英语：Bartolomeo degli Erri）工作室的《聖彼得殉難多聯畫》（Polittico di San Pietro Martire），中幅90 × 38cm，其他55 × 30cm，約作於1450年後，1869年始藏。
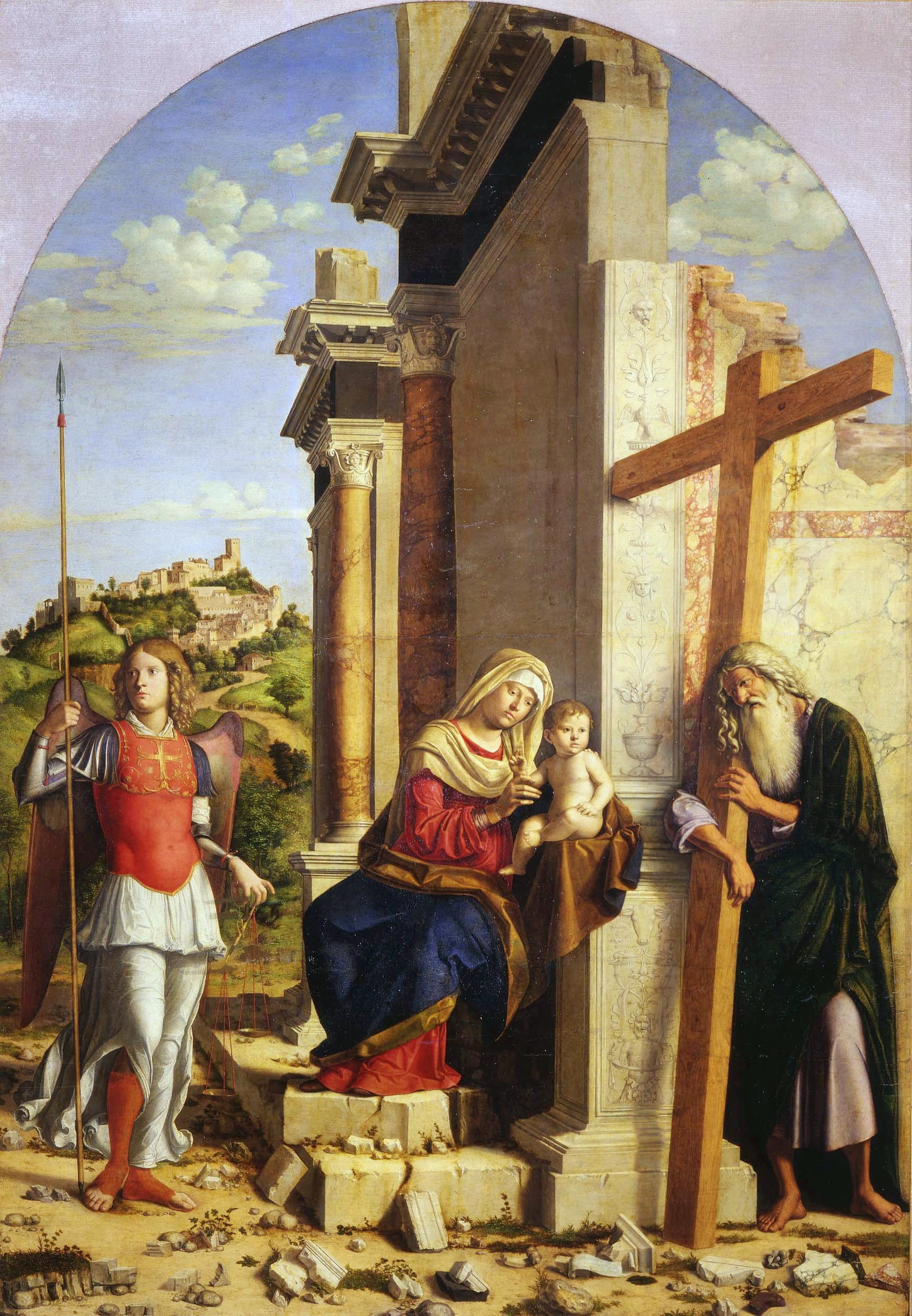
齊瑪·達·科內利亞諾（英语：Cima da Conegliano）的《聖母子與大天使米迦勒及使徒安德烈（英语：Madonna and Child with Saints Michael the Archangel and Andrea）》，194 × 134cm，約作於1498－1500年，1834年始藏。
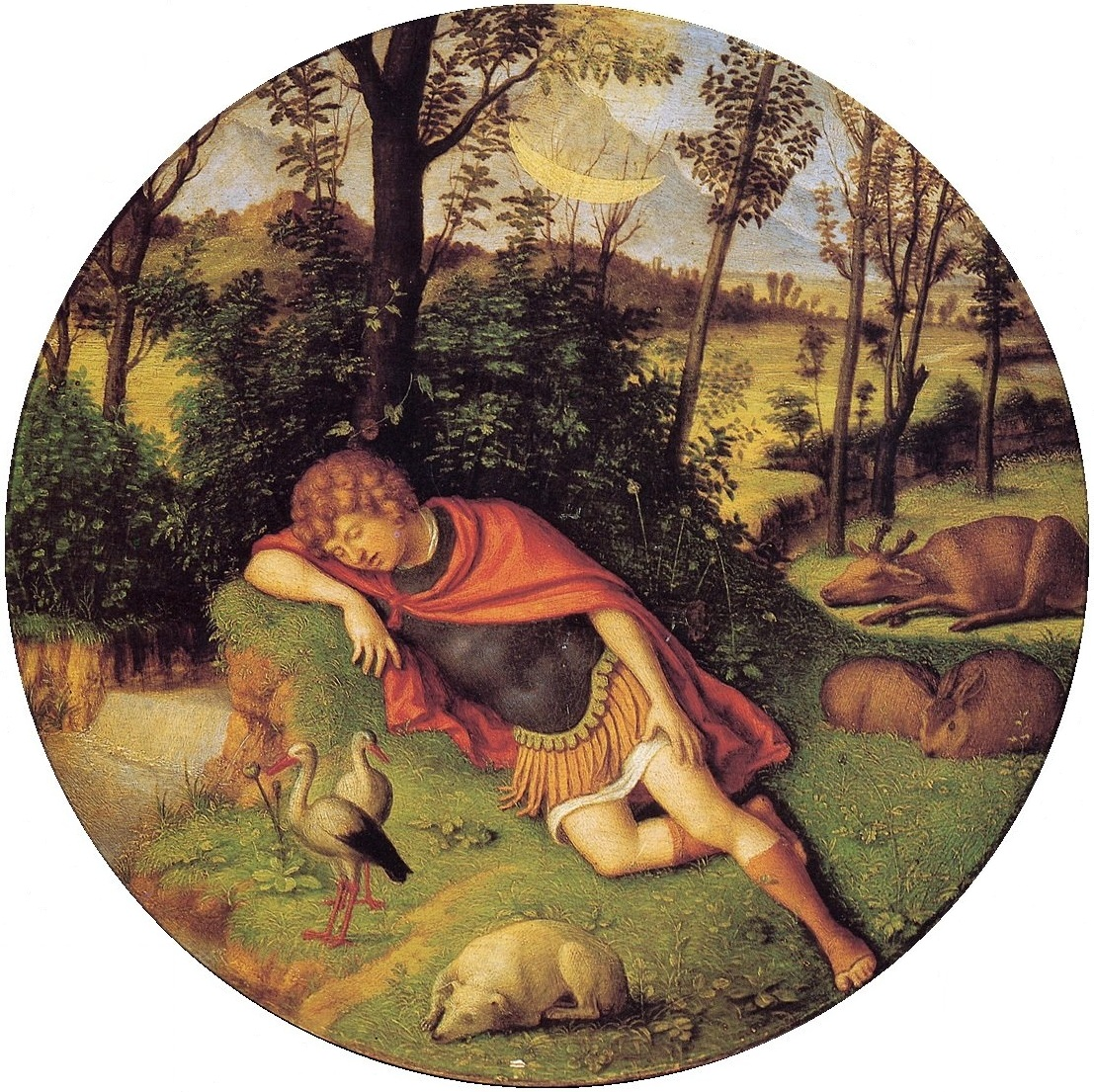
齊瑪·達·科內利亞諾的《臥睡的恩底彌翁（義大利語：Endimione dormiente）》，直徑24.5cm，約作於1500－1505年，1856年始藏。
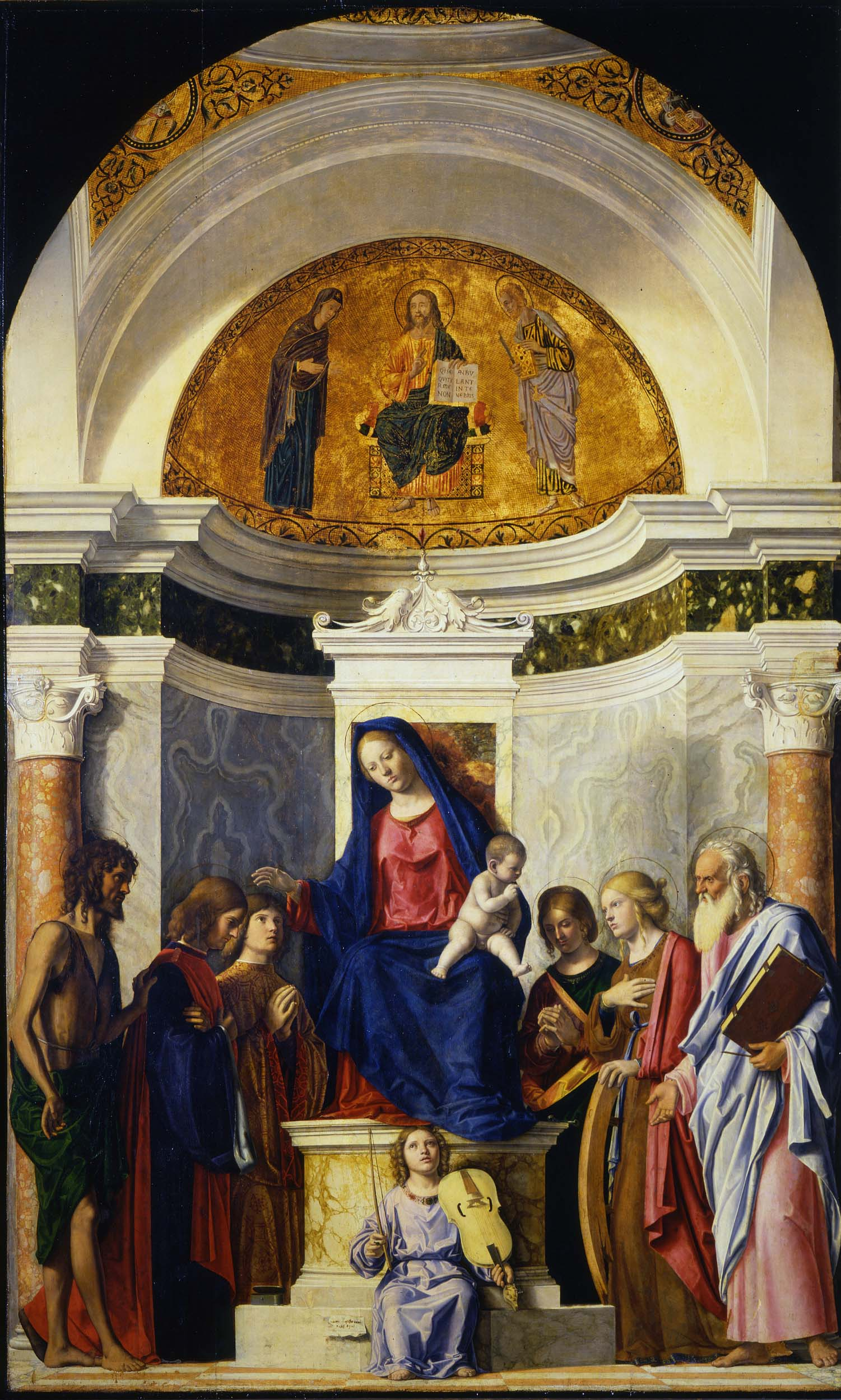
齊瑪·達·科內利亞諾的《蒙蒂尼祭壇畫（英语：Montini Altarpiece）》，209 × 125cm，約作於1505－1507年，1815年始藏。
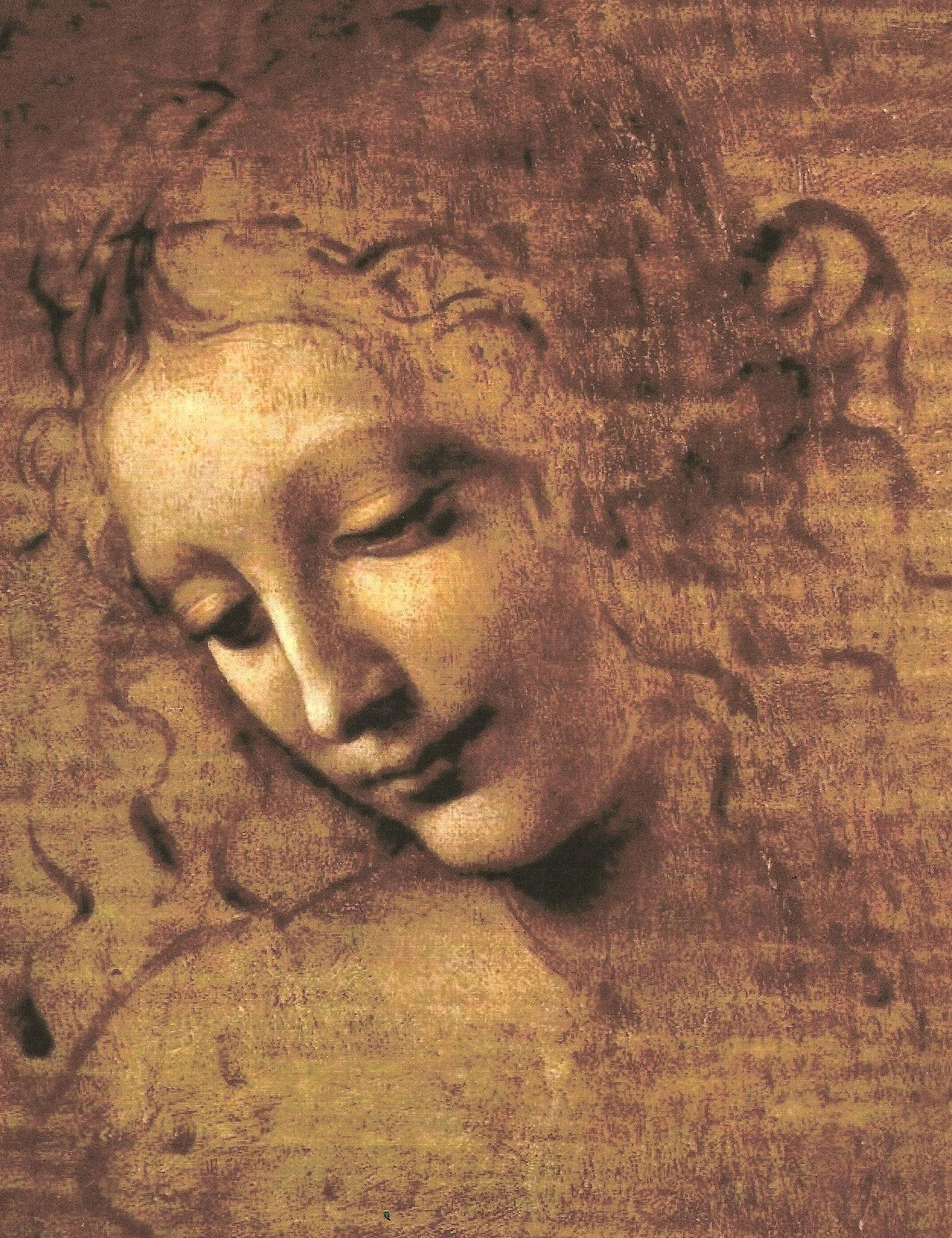
達文西的《女子頭像》，24.6 × 21cm，約作於1508年，1839年始藏。
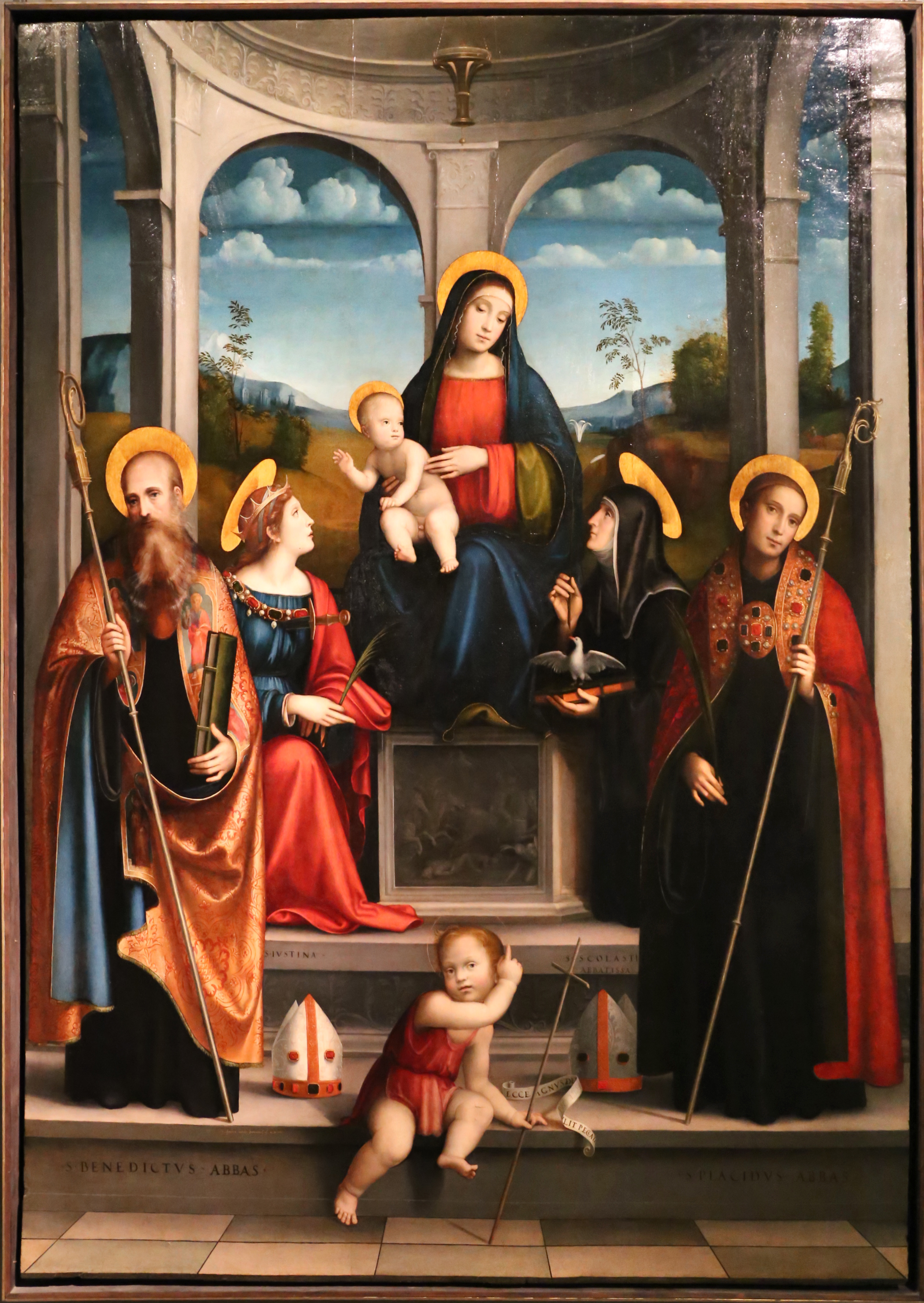
弗朗切斯科·弗朗西亞（英语：Francesco Francia）的《聖母子以及聖本篤、聖朱斯蒂娜、聖普拉西多以及聖斯科拉斯蒂卡》（Madonna col bambino in trono coi ss. Bnedetto, Giustina, Scolastica e Placido），228 × 162cm，約作於1515年，1834年始藏。
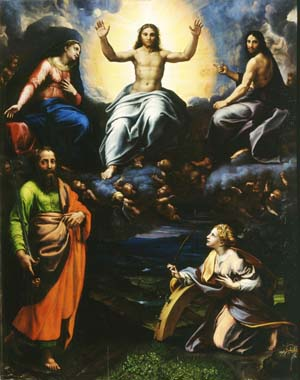
朱利奧·羅馬諾的《在聖保羅及聖凱薩琳之間的德西斯（義大利語：Deesis con i santi Paolo e Caterina）》，122 × 98cm，約作於1520年，1816年始藏。
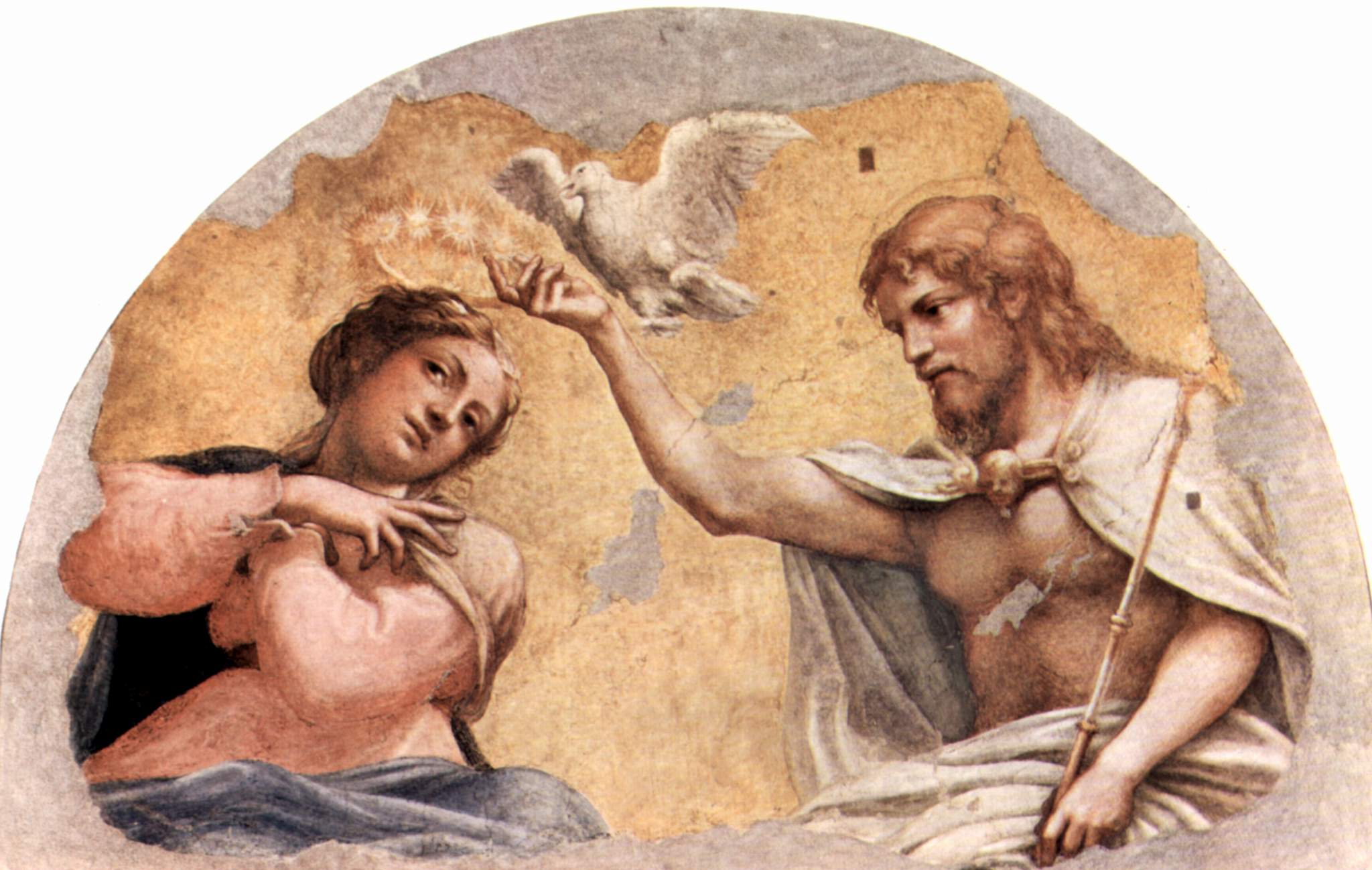
科雷吉歐的《聖女的加冕（義大利語：Incoronazione della Vergine (Correggio)）》，212 × 342cm，約作於1522年，1937年始藏。
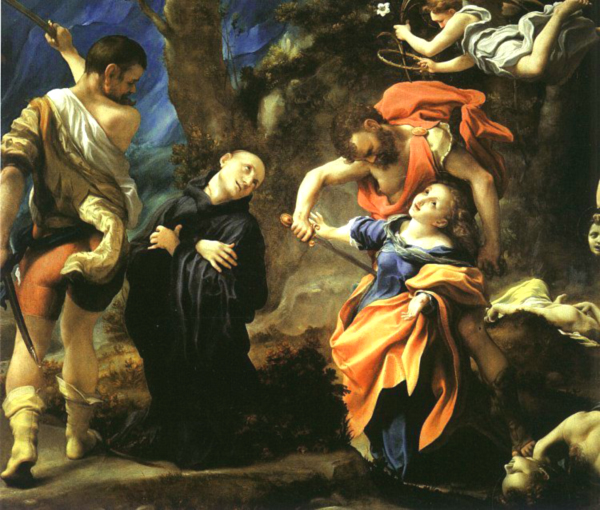
科雷吉歐的《四聖人的殉道（英语：Martyrdom of Four Saints）》，157 × 182cm，約作於1525年，1816年始藏。
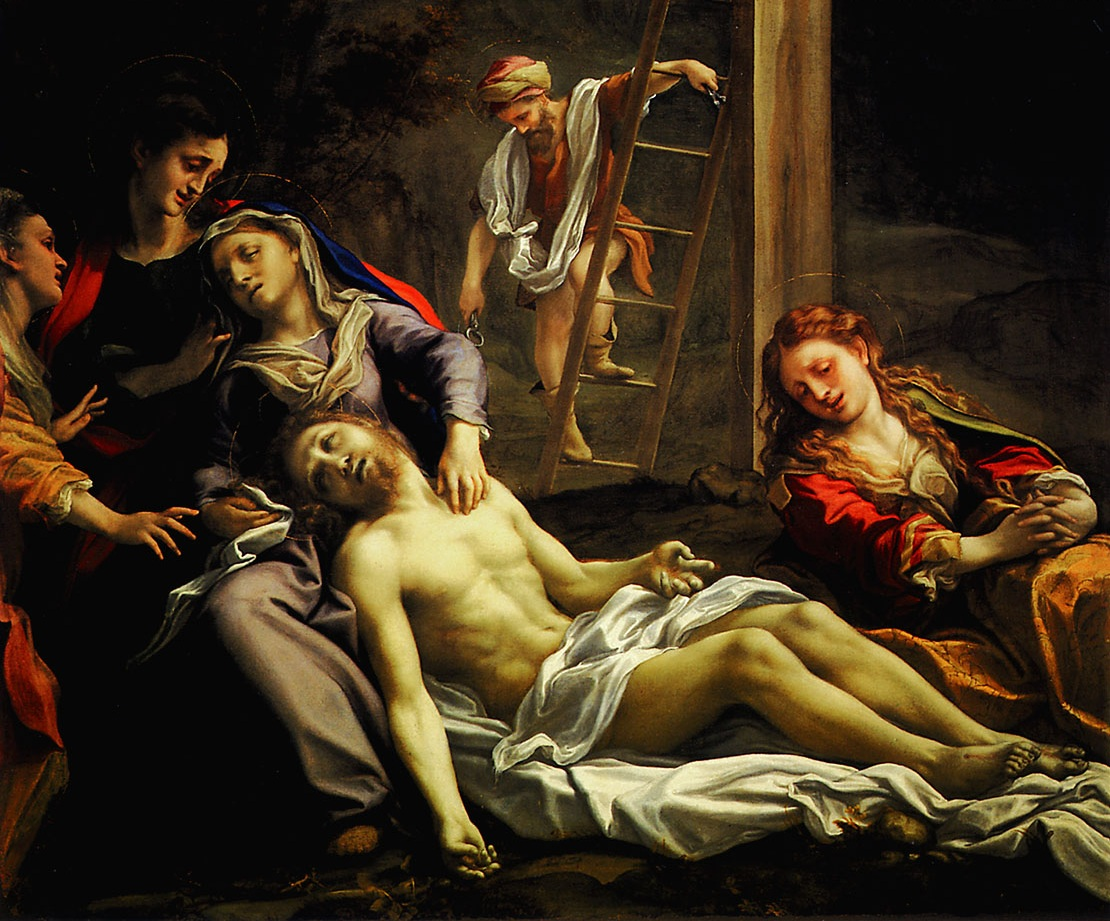
科雷吉歐的《哀悼基督（英语：Lamentation (Correggio)）》，157 × 182cm，約作於1524年，1816年始藏。
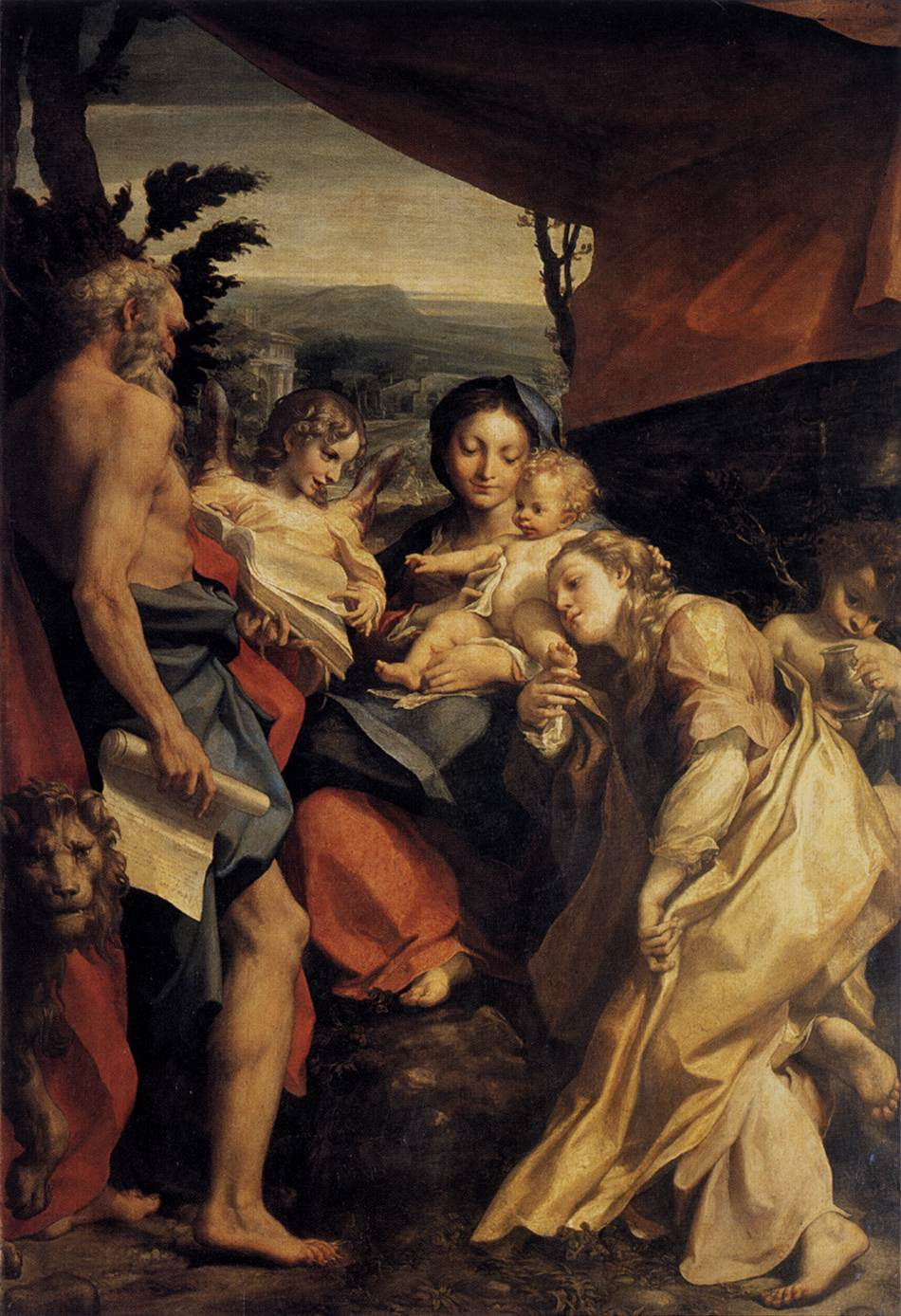
科雷吉歐的《聖傑洛姆聖母（英语：Madonna of St. Jerome (Correggio)）》，205.7 × 141cm，約作於1523年，1816年始藏。
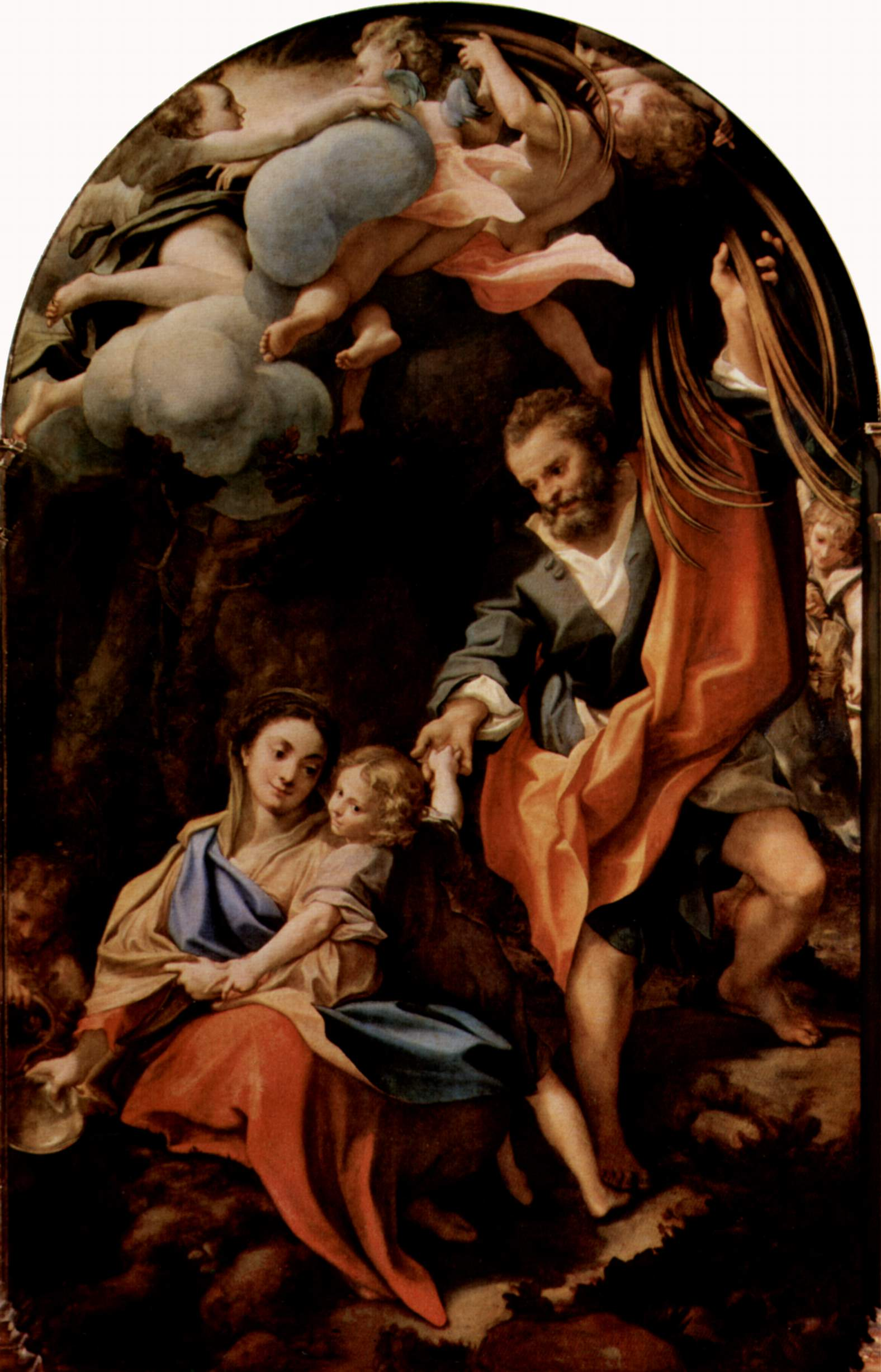
科雷吉歐的《拿著碗的聖母（英语：Madonna della Scodella）》，218 × 137cm，約作於1530年，1816年始藏。
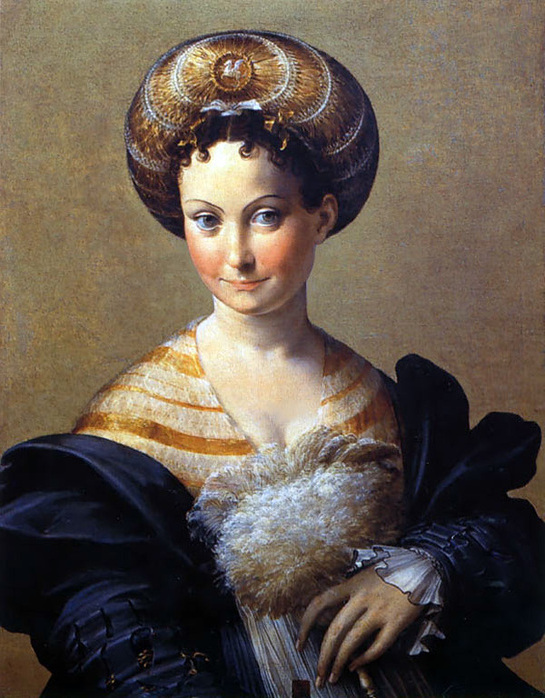
帕爾米賈尼諾的《土耳其奴隸肖像畫（英语：Turkish Slave）》，68 × 53cm，約作於1532年，1928年始藏。
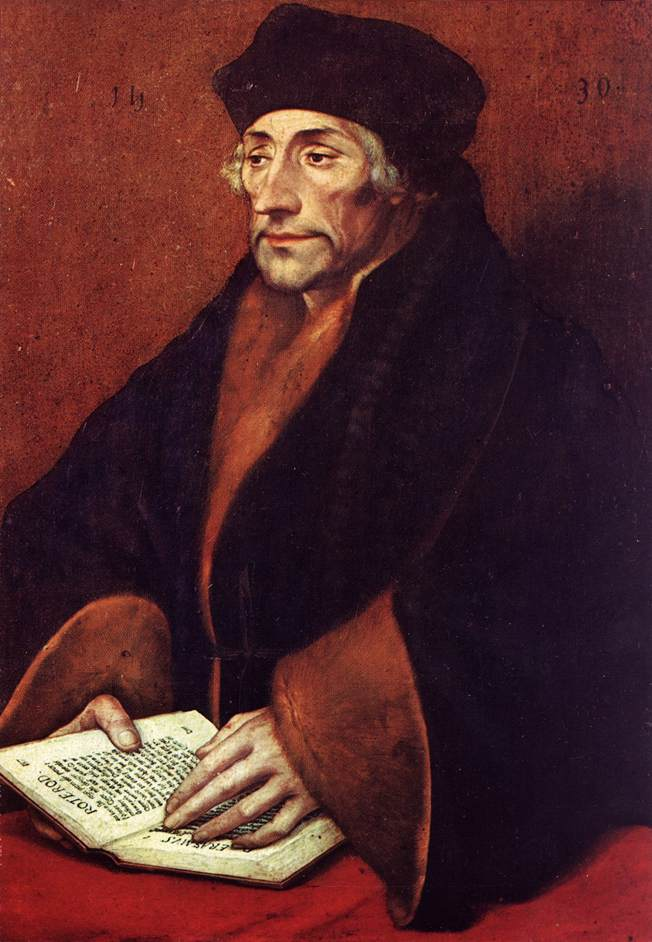
小漢斯·霍爾拜因的《埃拉斯莫肖像畫》（Ritratto di Erasmo da Rotterdam），35.5 × 26.5cm，約作於1530年，1824年始藏。
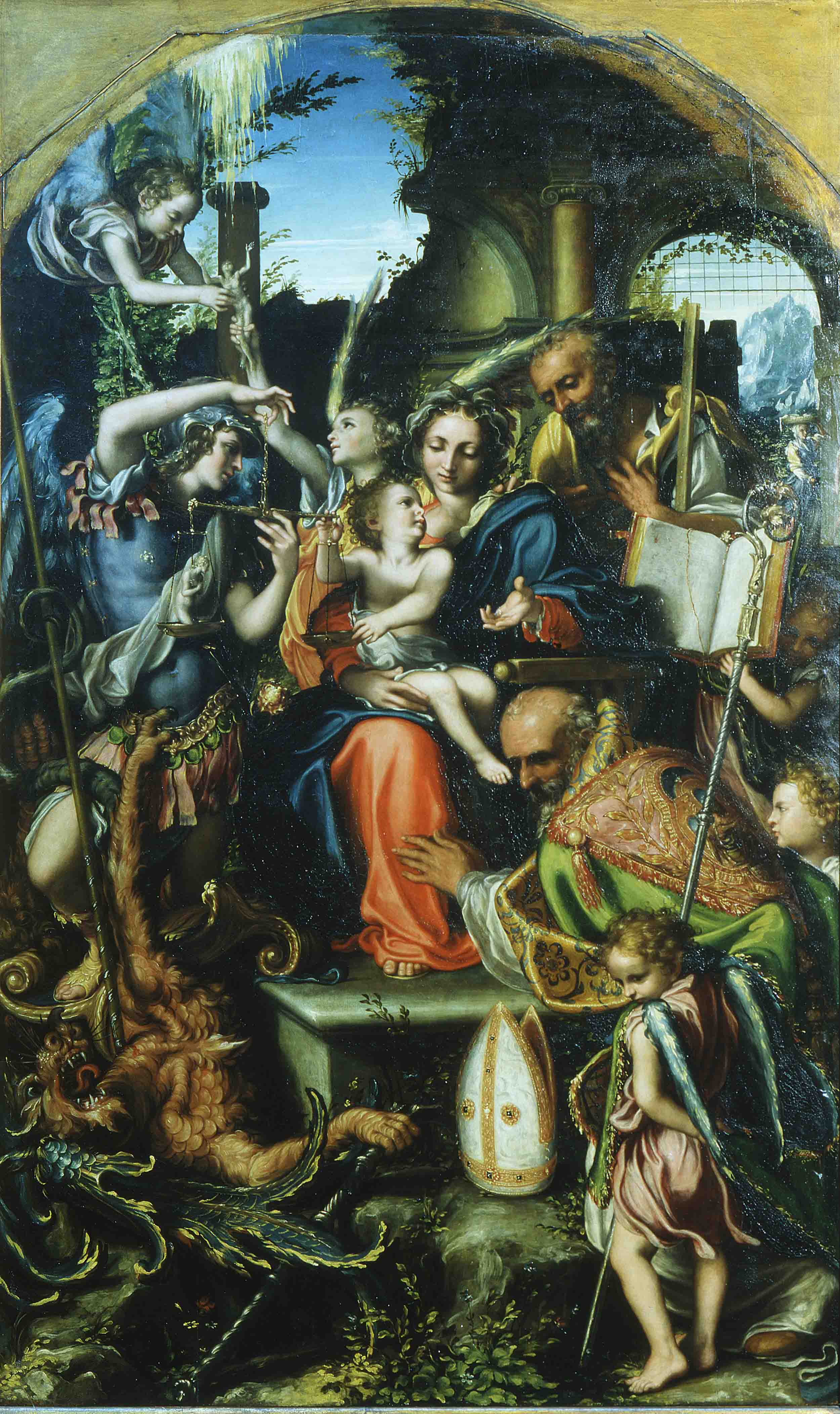
喬吉奧·甘迪尼·德爾·格拉諾（英语：Giorgio Gandini del Grano）的《聖家族與大天使米迦勒、惡魔、聖伯納和天使》（Sacra famiglia con santi e angeli），251 × 151cm，約作於1535年，1824年始藏。
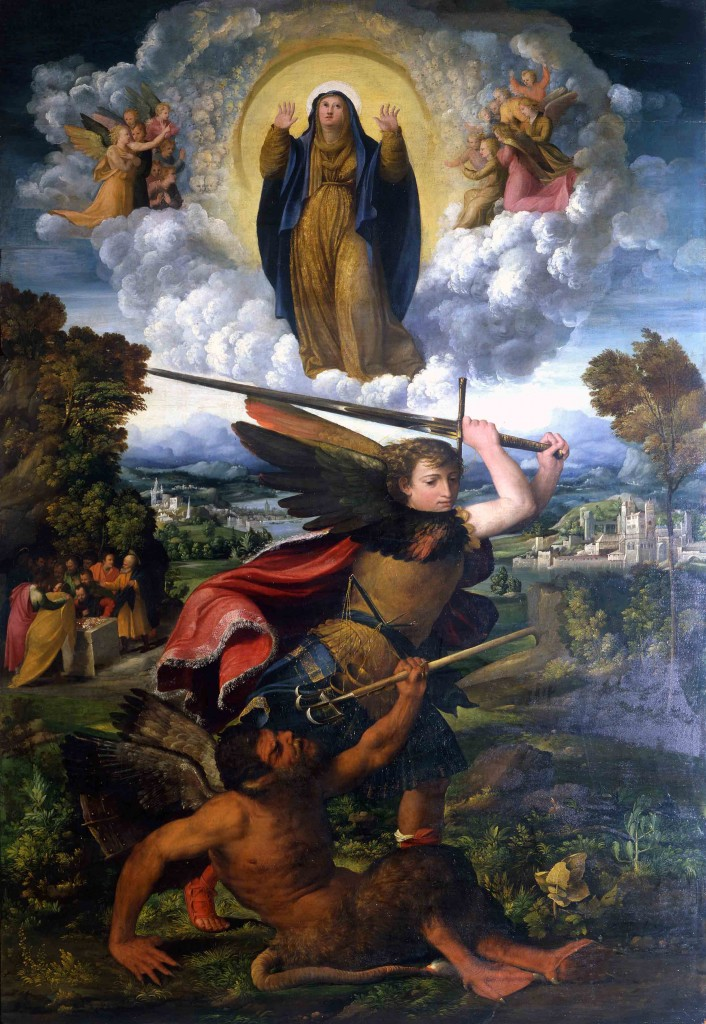
多索·多西和巴蒂斯塔·多西（英语：Battista Dossi Dossi）的《大天使米迦勒及惡魔（英语：Virgin of the Assumption and St. Michael the Archangel）》，243 × 166cm，約作於1533－1534年，1907年始藏。
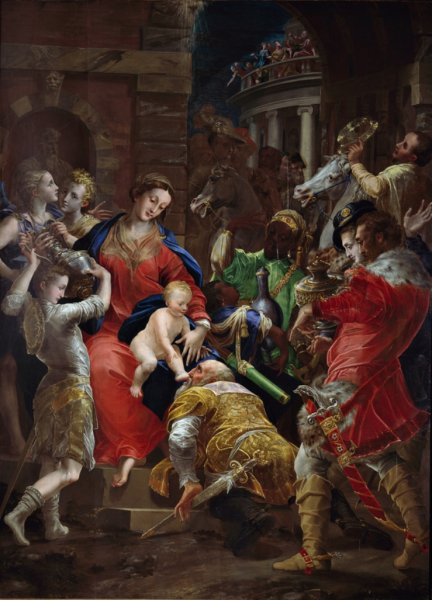
吉羅拉莫·馬佐拉·貝多利（英语：Girolamo Mazzola Bedoli）的《三博士來朝（義大利語：Adorazione dei Magi (Mazzola Bedoli)）》，293 × 215cm，約作於1547年，1816年始藏。
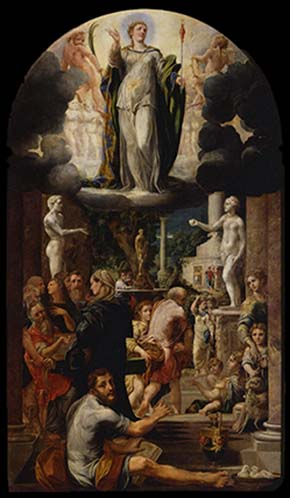
吉羅拉莫·馬佐拉·貝多利的《聖母受胎（義大利語：Allegoria dell'Immacolata Concezione）》，421 × 207cm，約作於1539年，1815年始藏。
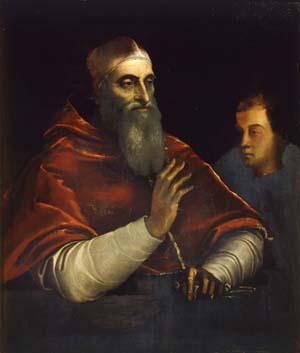
薩巴斯提安諾·德爾·皮翁波（英语：Sebastiano del Piombo）的《保祿三世與他的姪子（義大利語：Paolo III con un nipote）》，89.1 × 103.8 × 1.3cm，約作於1534年，1846年始藏。
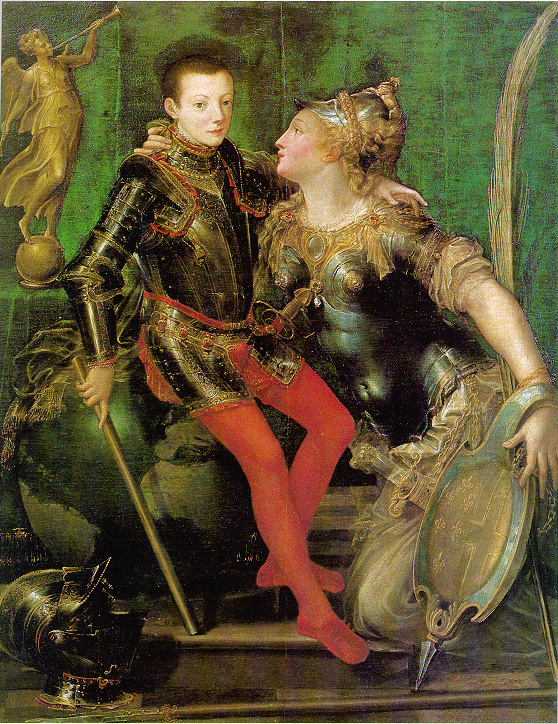
吉羅拉莫·馬佐拉·貝多利的《帕爾馬擁抱亞歷山德羅·法爾內塞（義大利語：Parma abbraccia Alessandro Farnese）》，149.7 × 117cm，約作於1555－1556年，1943年始藏。
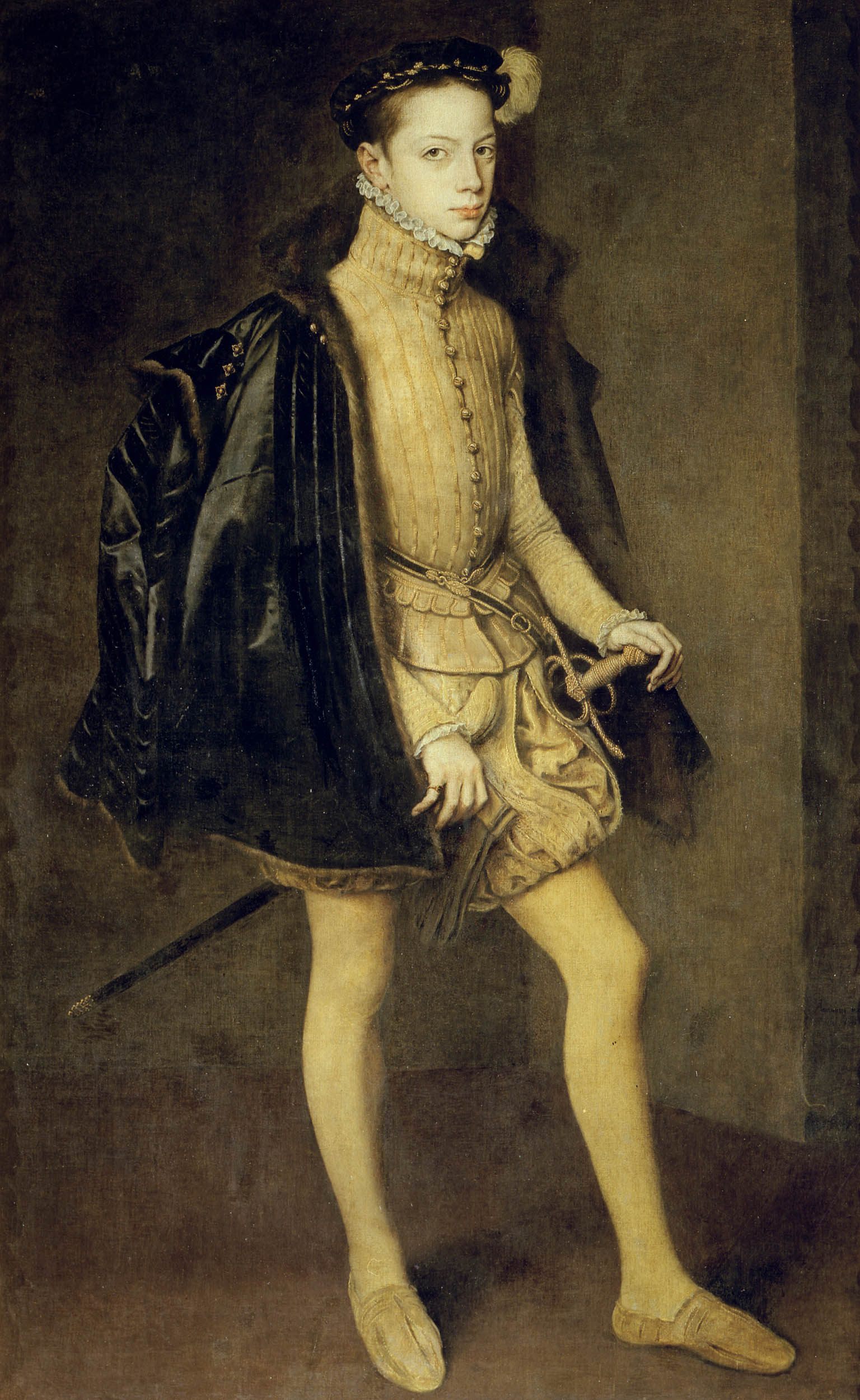
安東尼斯·莫爾的《亞歷山德羅·法爾內塞公爵肖像畫（義大利語：Ritratto di Alessandro Farnese）》，153 × 95cm，約作於1557年，1865年始藏。
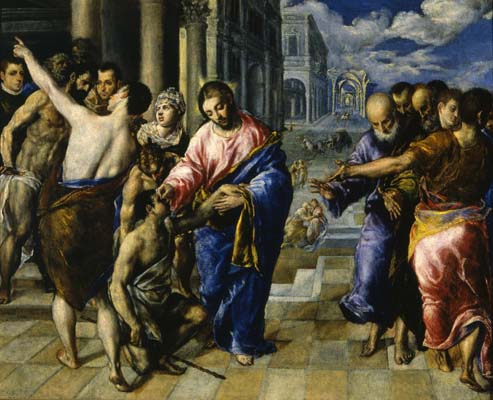
艾爾·葛雷柯的《盲人痊癒（英语：Healing of the Man Born Blind (El Greco, Parma)）》，50 × 61cm，約作於1573年，1862年始藏。
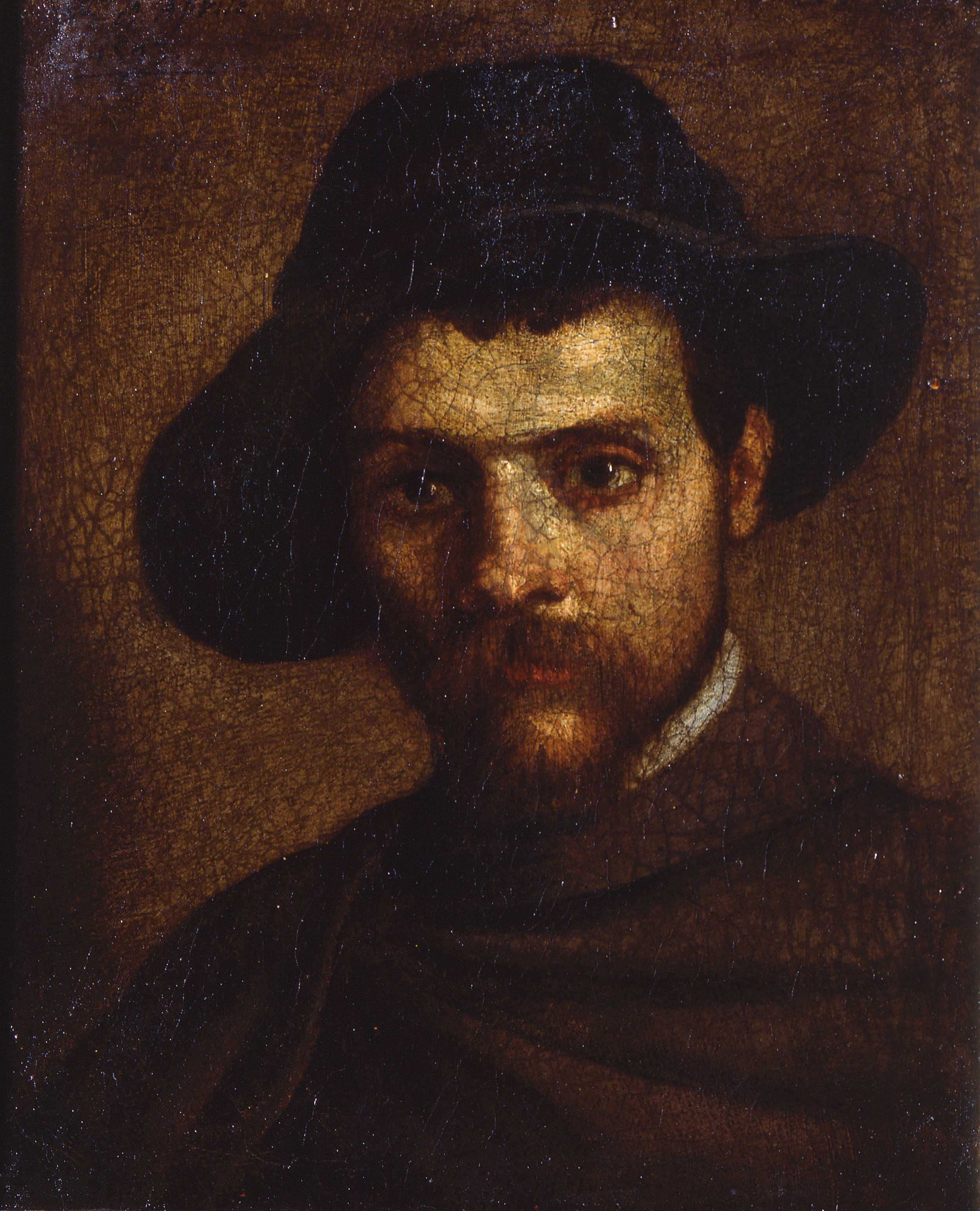
安尼巴萊·卡拉奇的《自畫像（義大利語：Autoritratto (Annibale Carracci)）》，24 × 20cm，約作於1593年，1841年始藏。
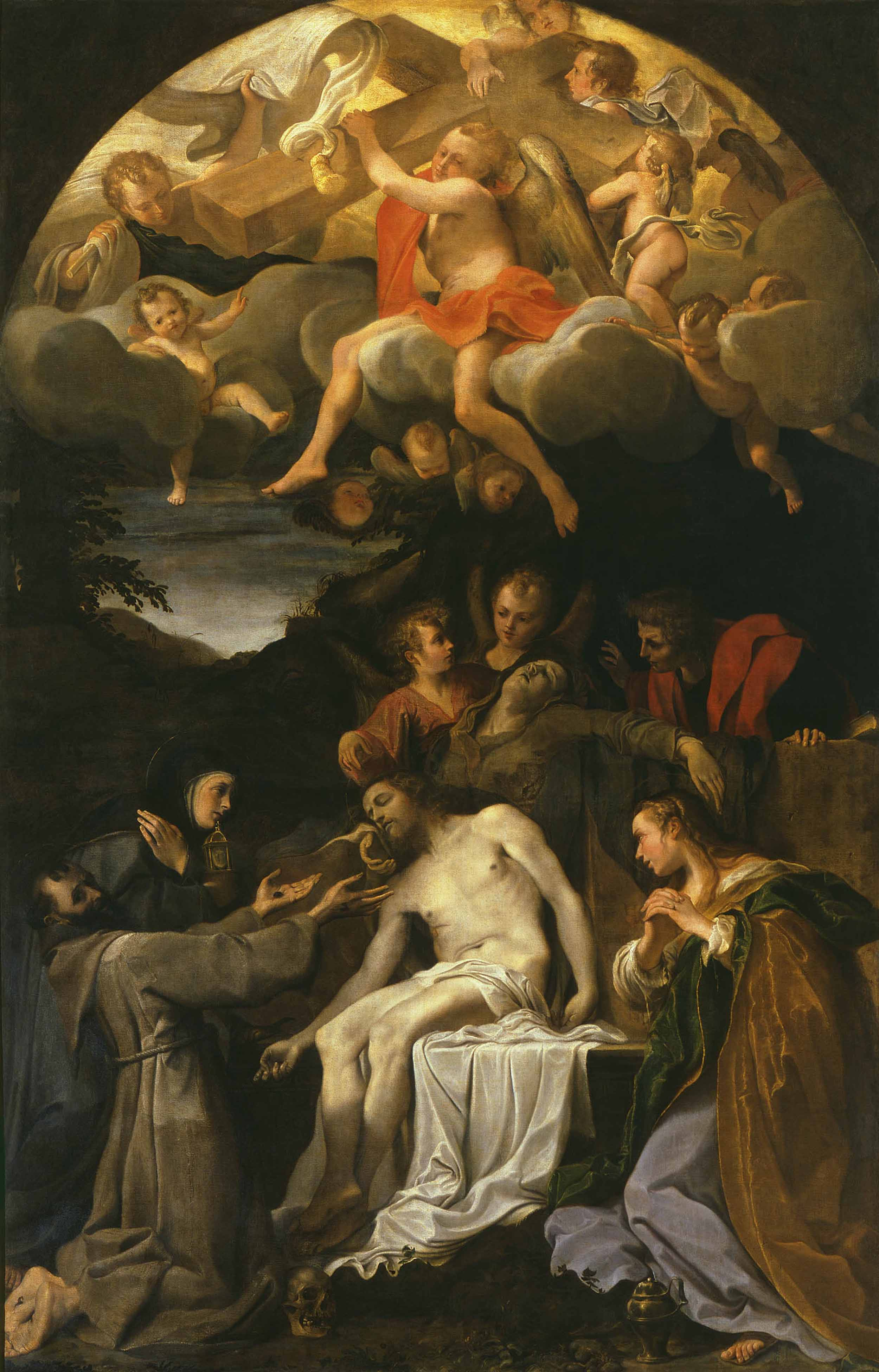
安尼巴萊·卡拉奇的《將耶穌從十字架上放下（義大利語：Pietà con i santi Chiara, Francesco e Maria Maddalena）》，373.8 × 239.7cm，約作於1585年，1816年始藏。
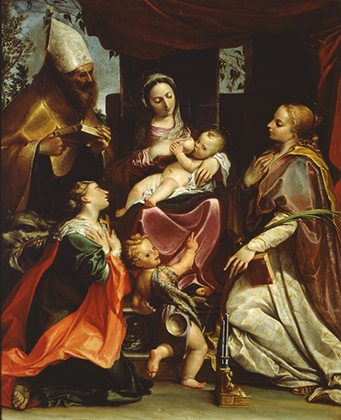
阿戈斯蒂諾·卡拉齊的《聖母子與聖瑪格麗塔、聖本篤、聖賽西莉亞與聖約翰施洗者（義大利語：Madonna col Bambino e santi (Agostino Carracci)）》，152 × 127cm，約作於1586年，1816年始藏。
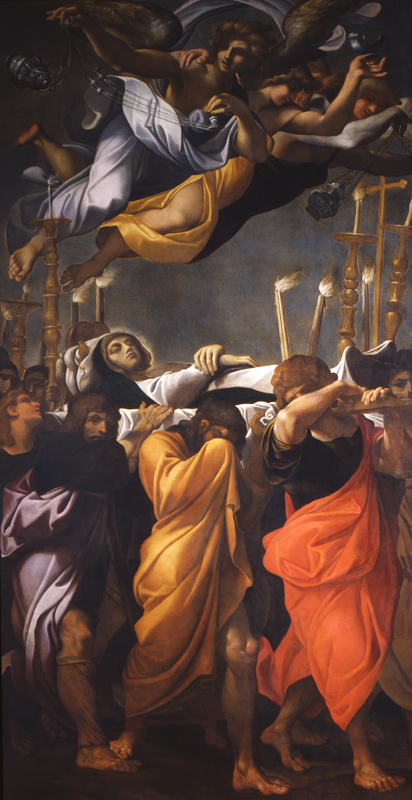
盧多維科·卡拉齊（英语：Ludovico Carracci）的《聖母之死》，665 × 345cm，約作於1606－1609年，1816年始藏。
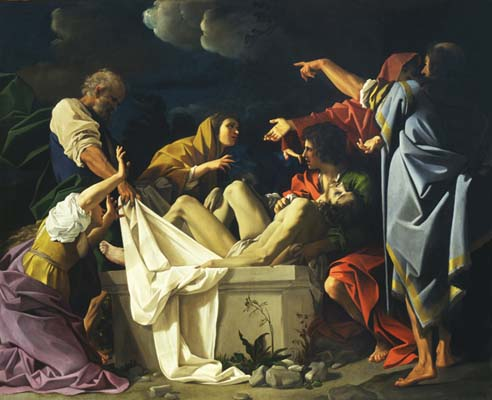
巴爾托洛梅奧·斯凱多尼（英语：Bartolomeo Schedoni）的《將耶穌從十字架放下（義大利語：Deposizione di Cristo nel sepolcro (Schedoni)）》，228 × 283cm，約作於1613－1614年，1806年始藏。
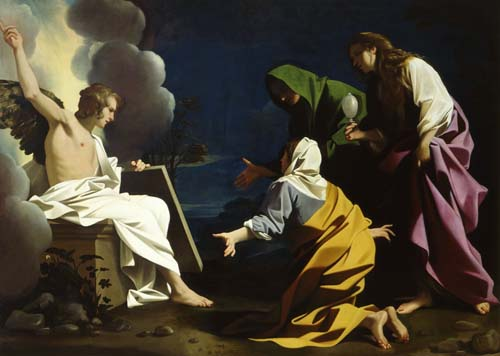
巴爾托洛梅奧·斯凱多尼的《墳墓上的聖母（義大利語：Marie al sepolcro）》，228 × 283cm，約作於1613－1614年，1806年始藏。
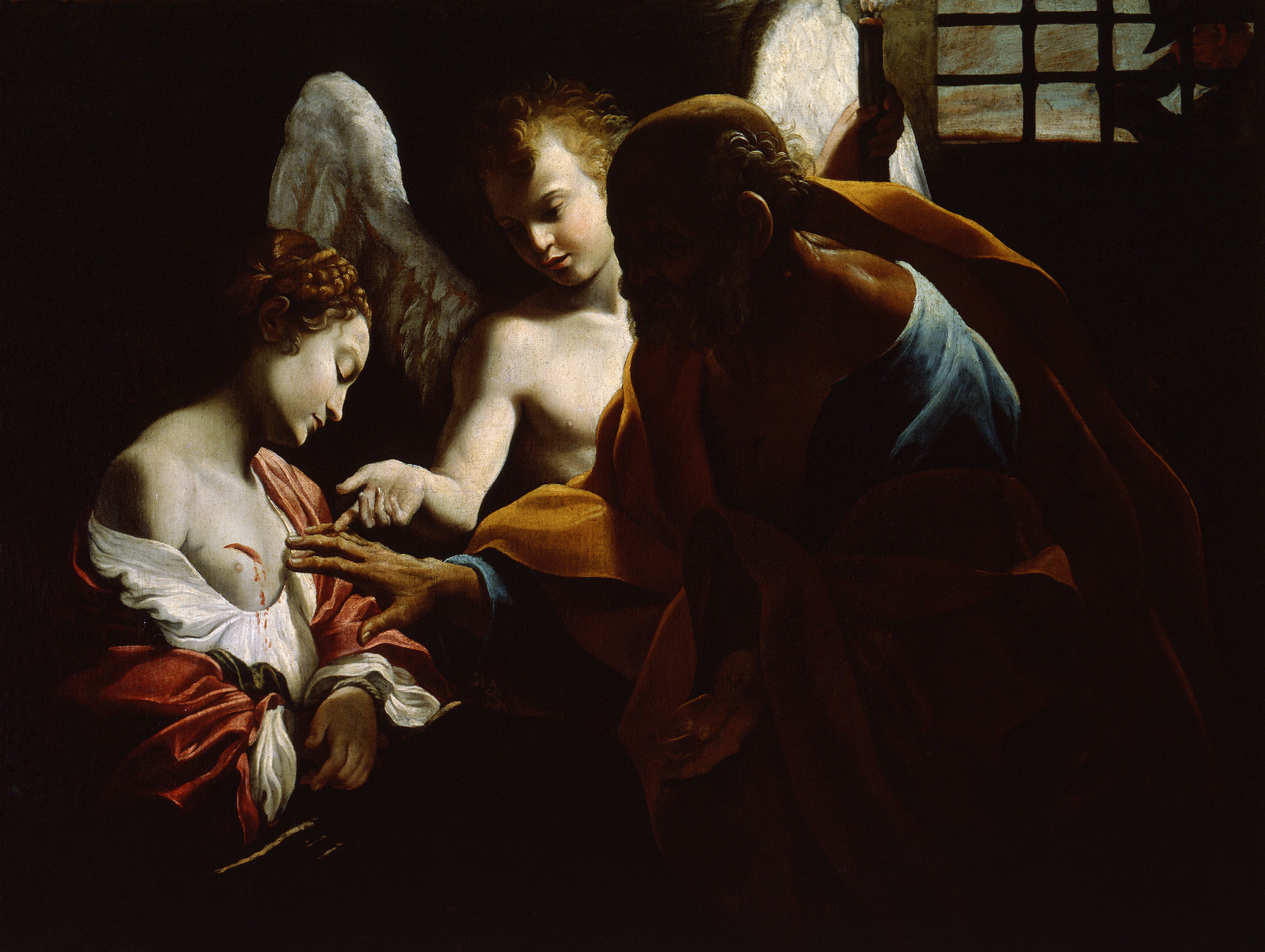
乔瓦尼·兰弗兰科的《聖彼得與天使探訪入獄中的聖阿加莎（義大利語：Sant'Agata in carcere con san Pietro e l'angelo）》，100 × 132.6cm，約作於1613－1614年，1851年始藏。
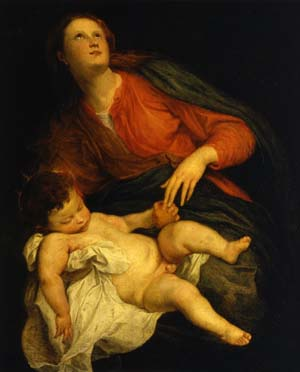
安東尼·范戴克的《聖母與聖子（英语：Madonna and Child (van Dyck)）》，62.5 × 52.5cm，約作於1621－1627年，1820年始藏。
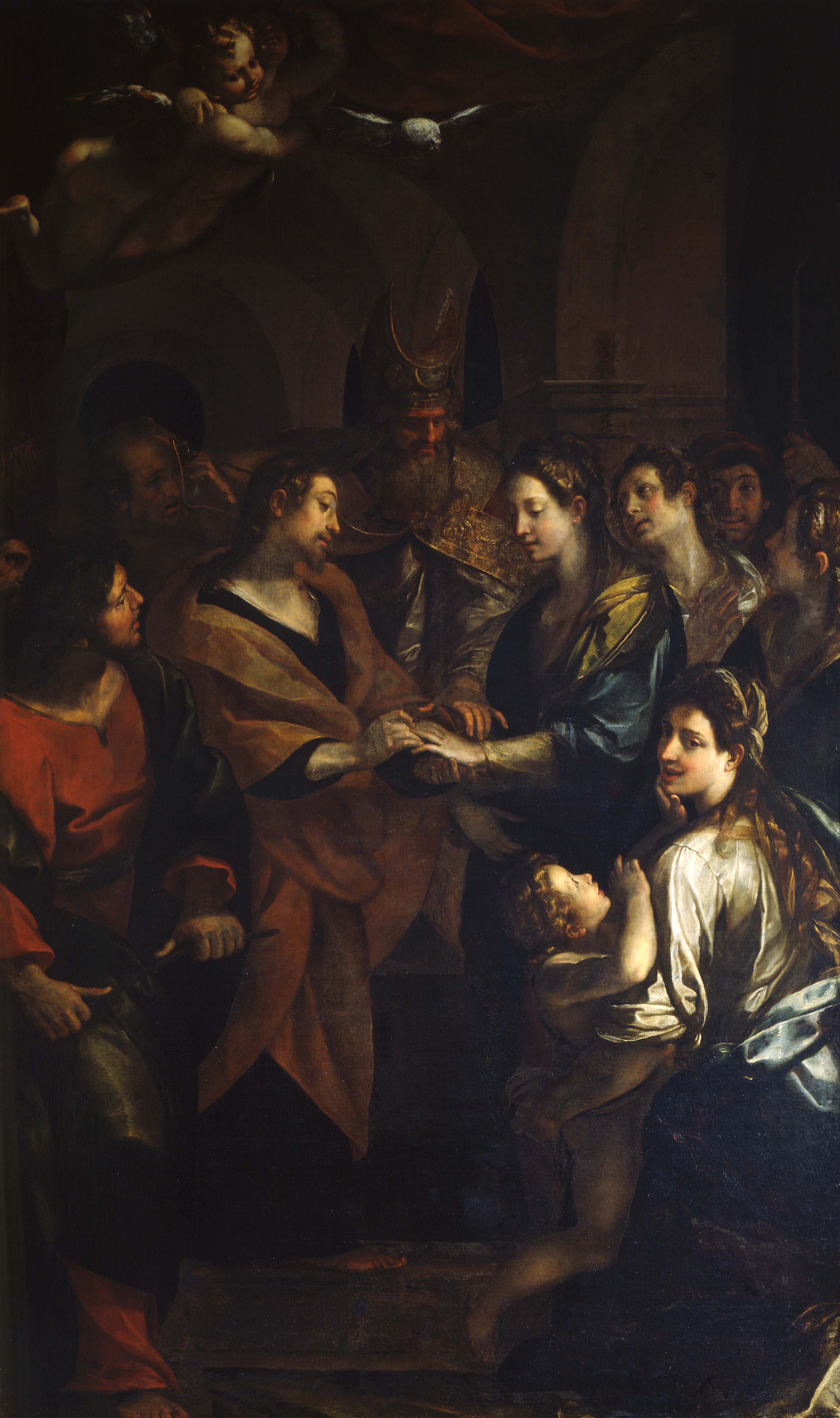
朱利奧·切薩雷·普羅卡契尼（英语：Giulio Cesare Procaccini）《聖母瑪利亞的婚禮（義大利語：Sposalizio della Vergine (Giulio Cesare Procaccini)）》，375 × 227cm，約作於1617年，1816年始藏。
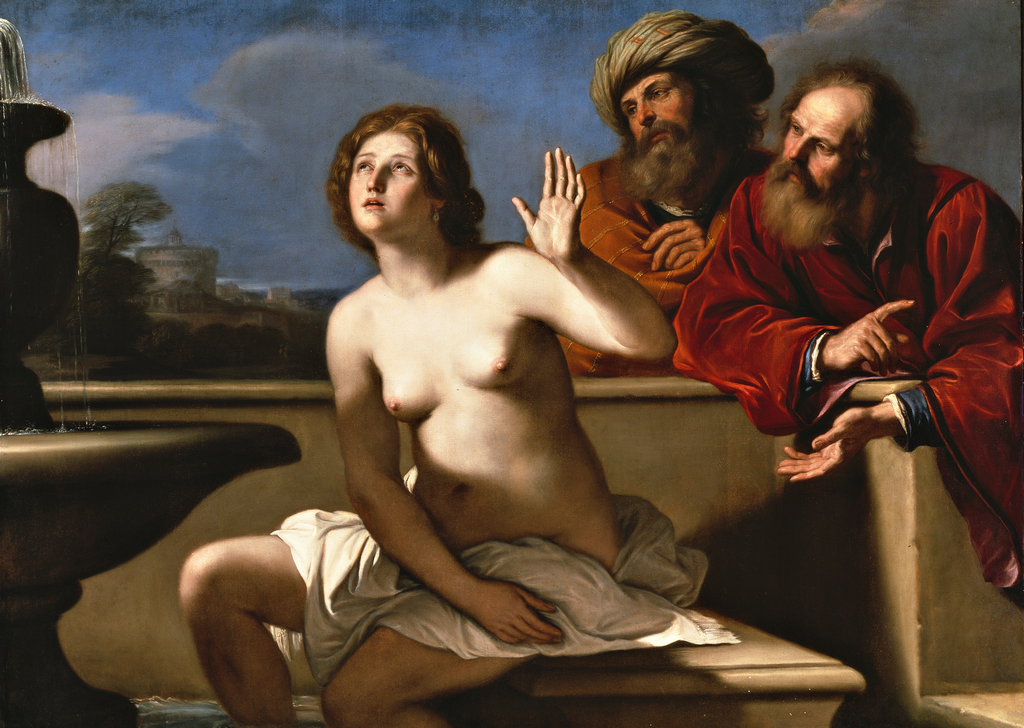
圭尔奇诺的《蘇珊娜與長老（義大利語：Susanna e i Vecchioni (Guercino)）》，133 × 181cm，約作於1649－1650年，1907年始藏。
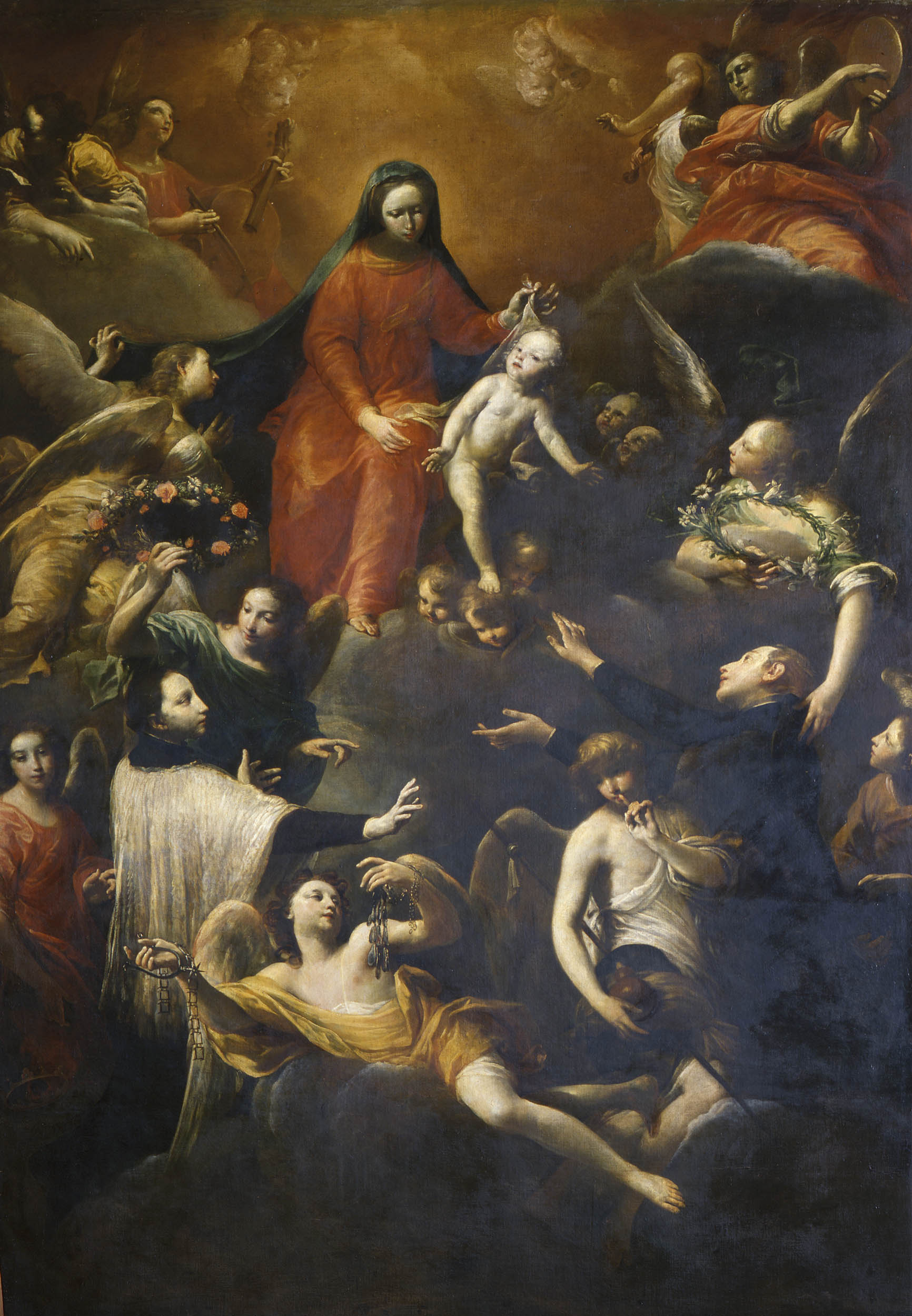
朱塞佩·瑪麗亞·克雷斯皮（英语：Giuseppe Maria Crespi）的《聖母子及聖路易吉·貢扎加與聖斯坦尼斯勞·科斯卡（義大利語：Madonna col Bambino e i santi Luigi Gonzaga e Stanislao Kostka）》，352 × 259cm，約作於1726－1740年，1816年始藏。
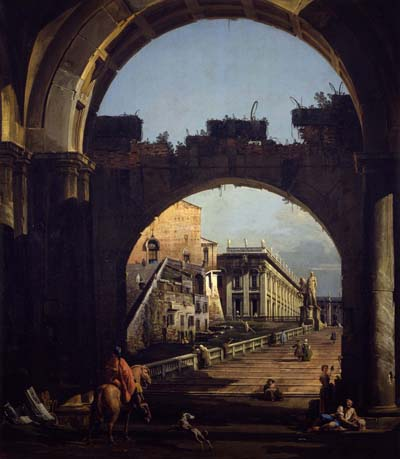
貝納多·貝洛托的《國會大廈與怪現象（義大利語：Capriccio con Campidoglio）》，116 × 131cm，約作於1742年，1835年始藏。
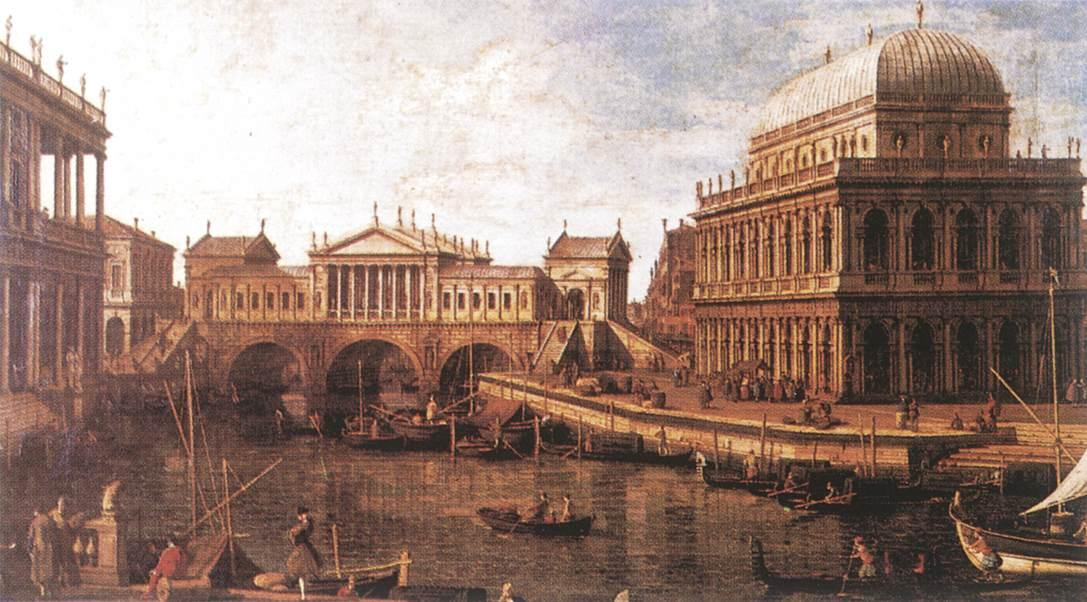
加納萊托的《獨特的帕拉第奧建築（英语：Capriccio with Palladian buildings）》，58 × 82cm，約作於1755年，1825年始藏。
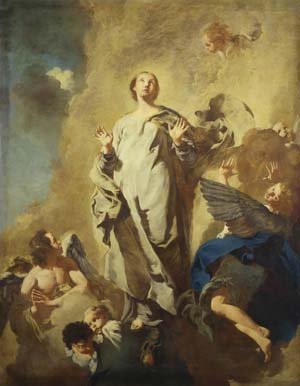
喬凡尼·巴蒂斯塔·皮亞澤塔（英语：Giovanni Battista Piazzetta）的《受胎聖母與天使（義大利語：Immacolata Concezione con angeli）》，235 × 185cm，約作於1744－1745年，1840年始藏。
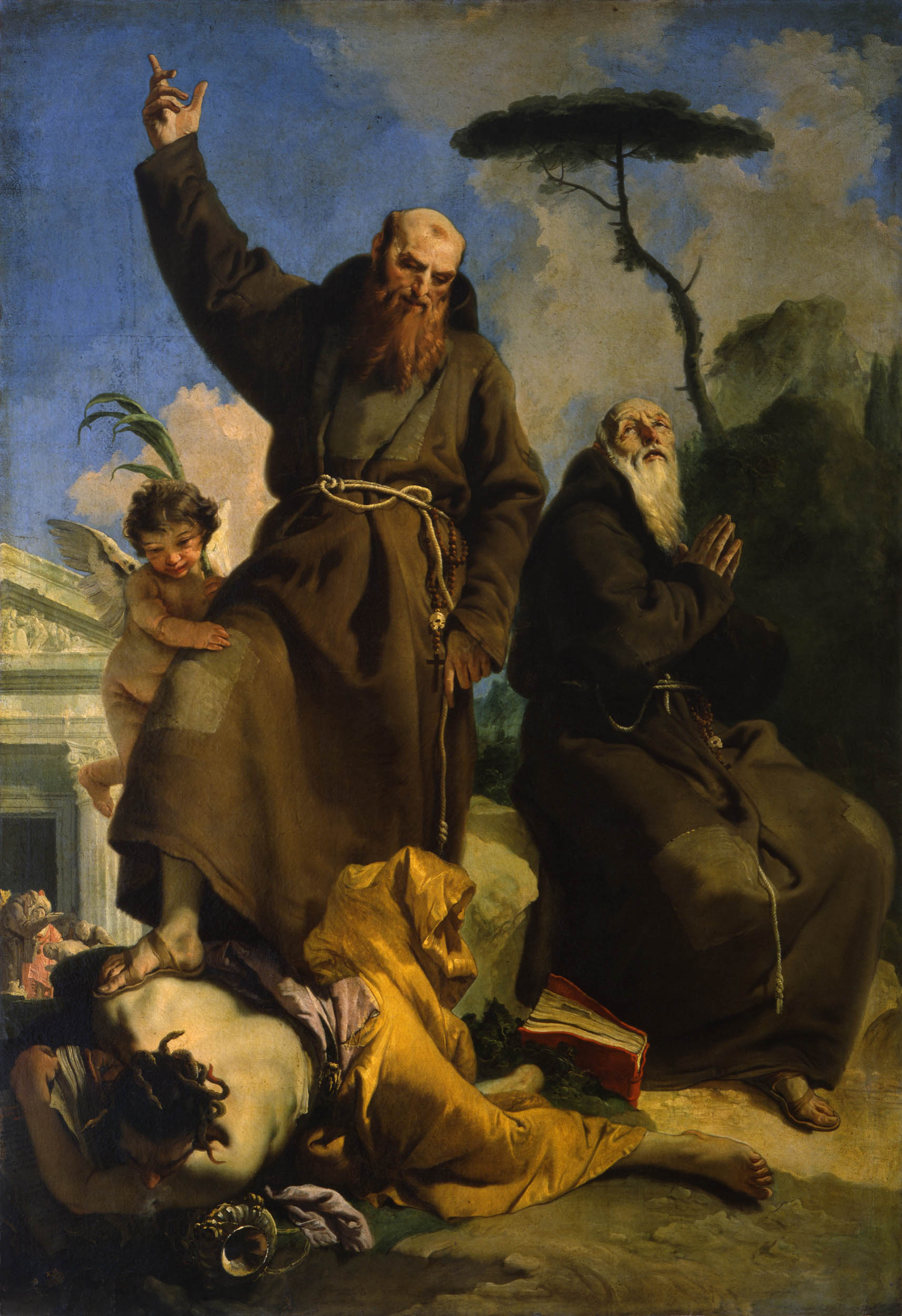
喬凡尼·巴提斯塔·提也波洛的《摧殘異教徒的瑪琳根的聖斐德理和萊奧內薩的朱塞佩（義大利語：I santi Fedele da Sigmaringen e Giuseppe da Leonessa calpestano l'Eresia）》，247 × 171cm，約作於1752－1758年，1810年始藏。
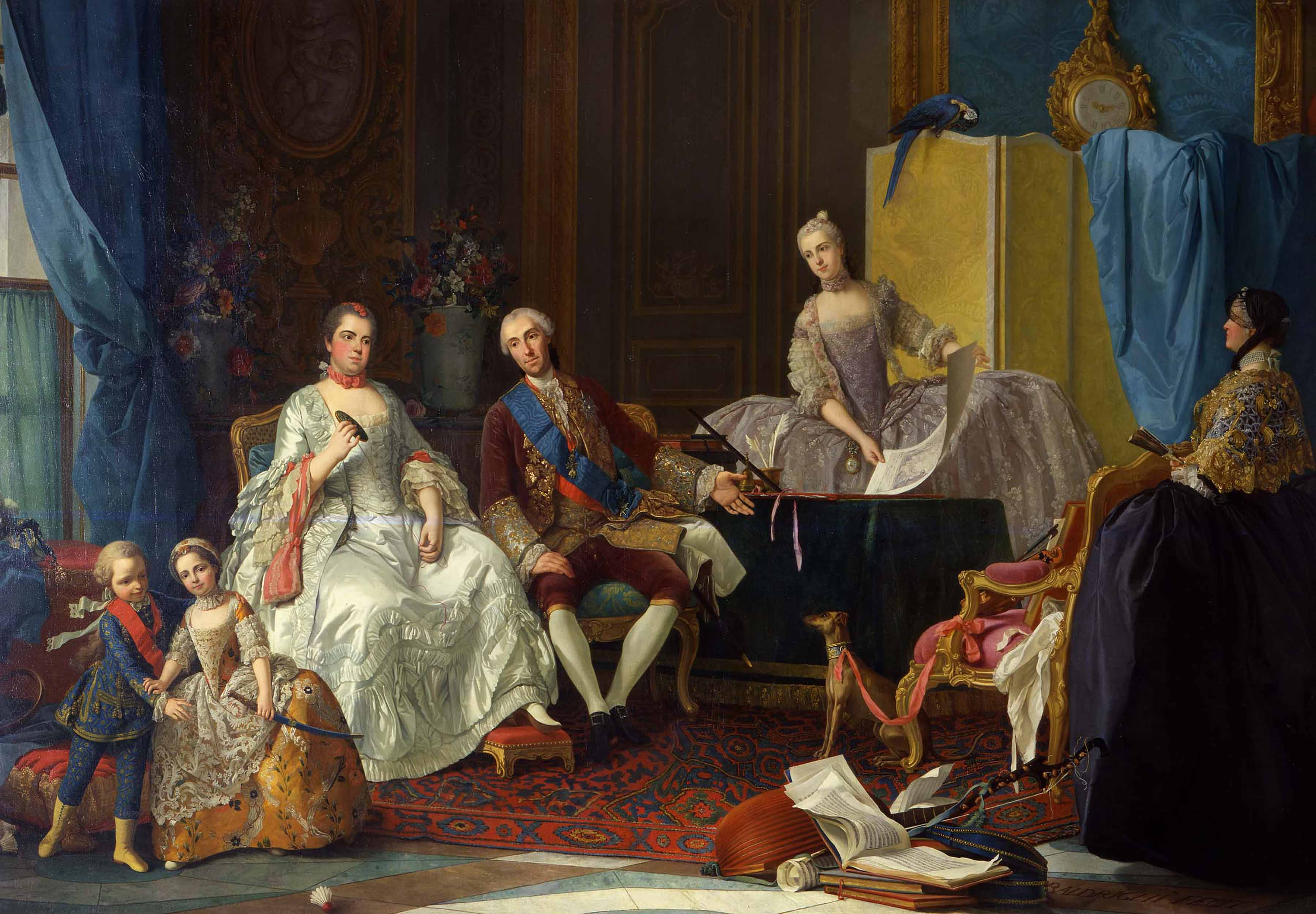
朱塞佩·巴爾德里吉（英语：Giuseppe Baldrighi）的《波旁王朝的唐·菲利浦家族（英语：Family of Don Philip of Bourbon）》，285 × 415cm，約作於1757年，1928年始藏。
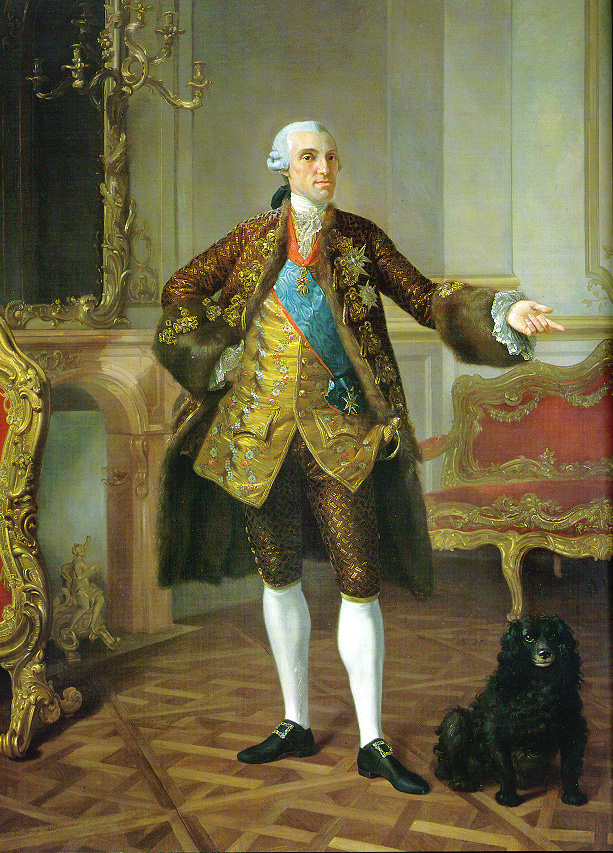
洛朗·畢修（英语：Laurent Pécheux）的《波旁家族的唐·菲利浦肖像畫》（Ritratto di don Filippo di Borbone），230 × 162cm，約作於1765年，1887年始藏。
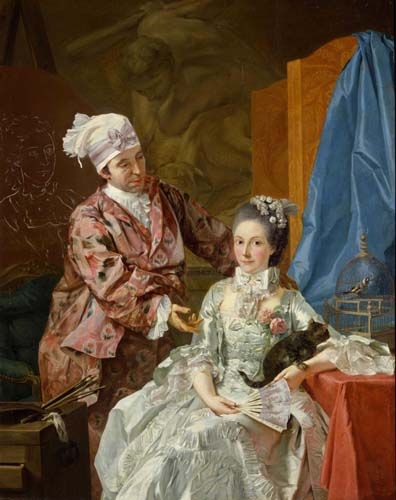
朱塞佩·巴爾德里吉的《與妻子的自畫像（義大利語：Autoritratto con la moglie）》，160 × 125cm，約作於1757年，1860年始藏。
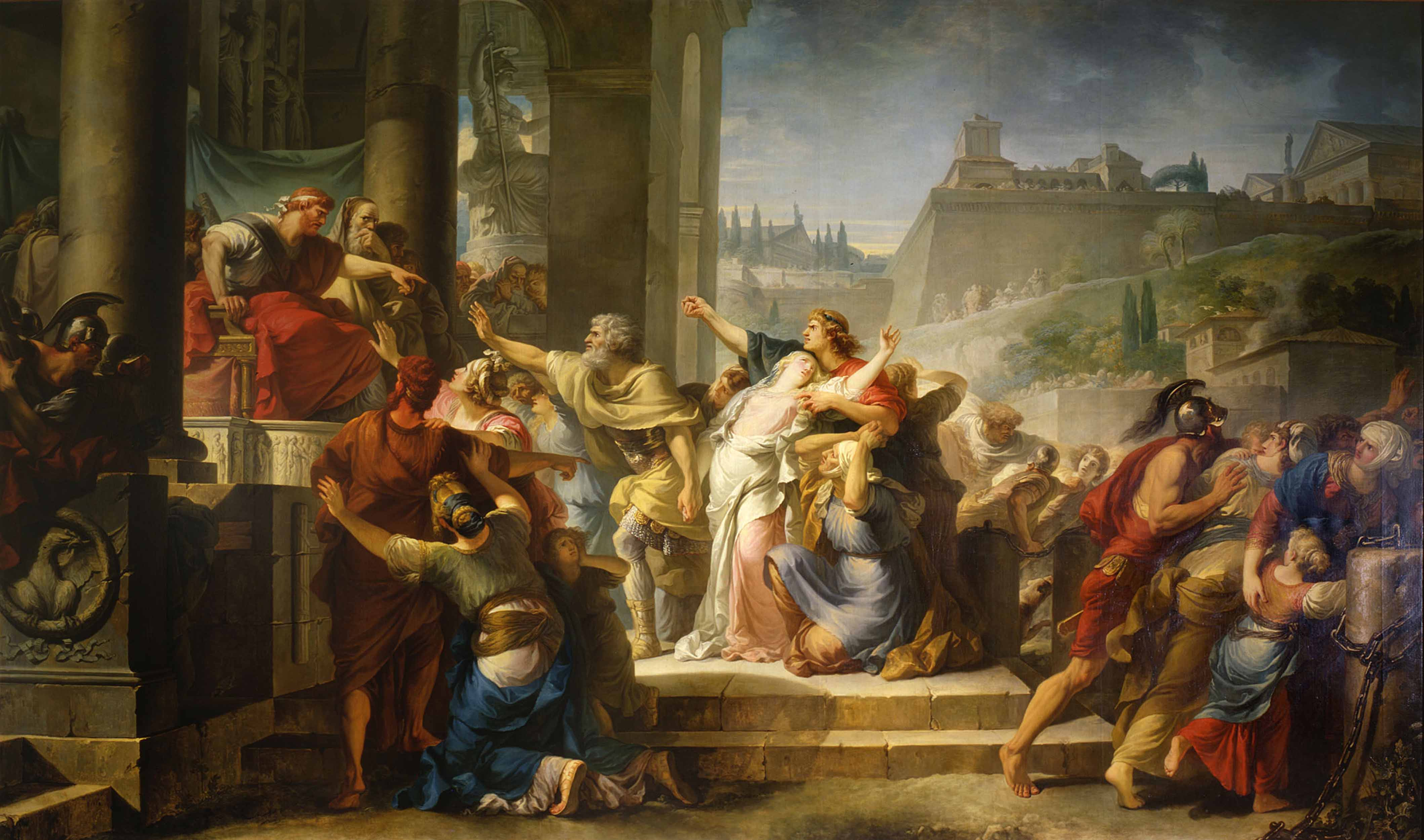
加布里耶·弗朗索瓦·都爾楊（英语：Gabriel François Doyen）的《維吉尼亞之死》（La mort de Virginie），383 × 660cm，約作於1757－1759年，1760年始藏。
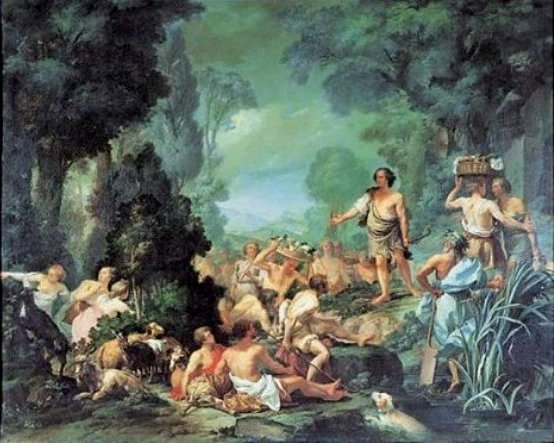
皮埃特羅·梅爾齊奧瑞·費拉里（英语：Pietro Melchiorre Ferrari）的《阿卡迪亞的弗魯格尼》（Frugoni in Arcadia），180 × 218cm，約作於1763年，1791年始藏。
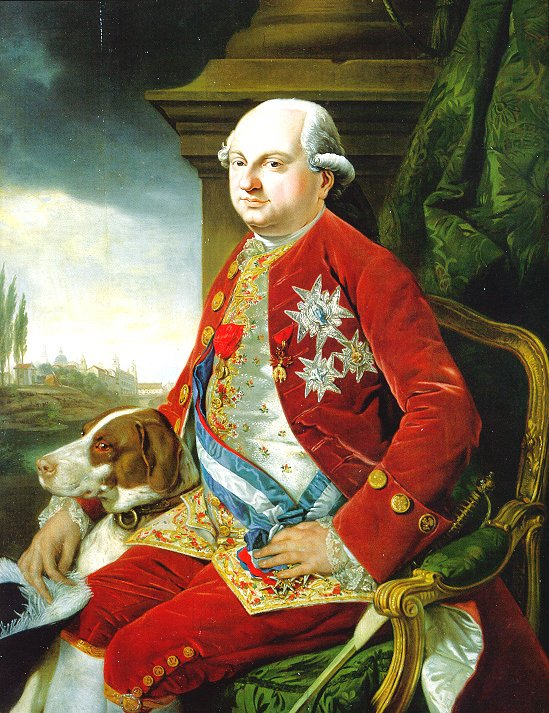
約翰·佐法尼的《波旁家族的唐·斐迪南多肖像畫（義大利語：Ritratto di don Ferdinando di Borbone）》，107 × 86cm，約作於1778－1779年，1791年始藏。
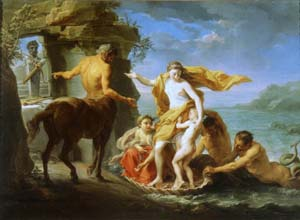
龐培歐·巴托尼的《忒提斯把阿基里斯委託給半人馬凱隆（義大利語：Teti affida Achille al centauro Chirone）》，102 × 138cm，約作於1761年前，1761年始藏。
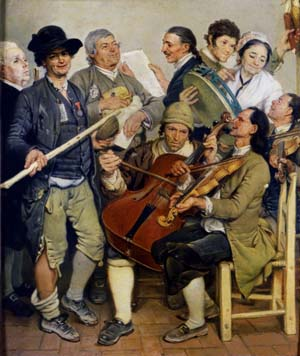
約翰·佐法尼的《解放（義大利語：La scartocciata）》，43.5 × 38cm，約作於1778年，1865年始藏。
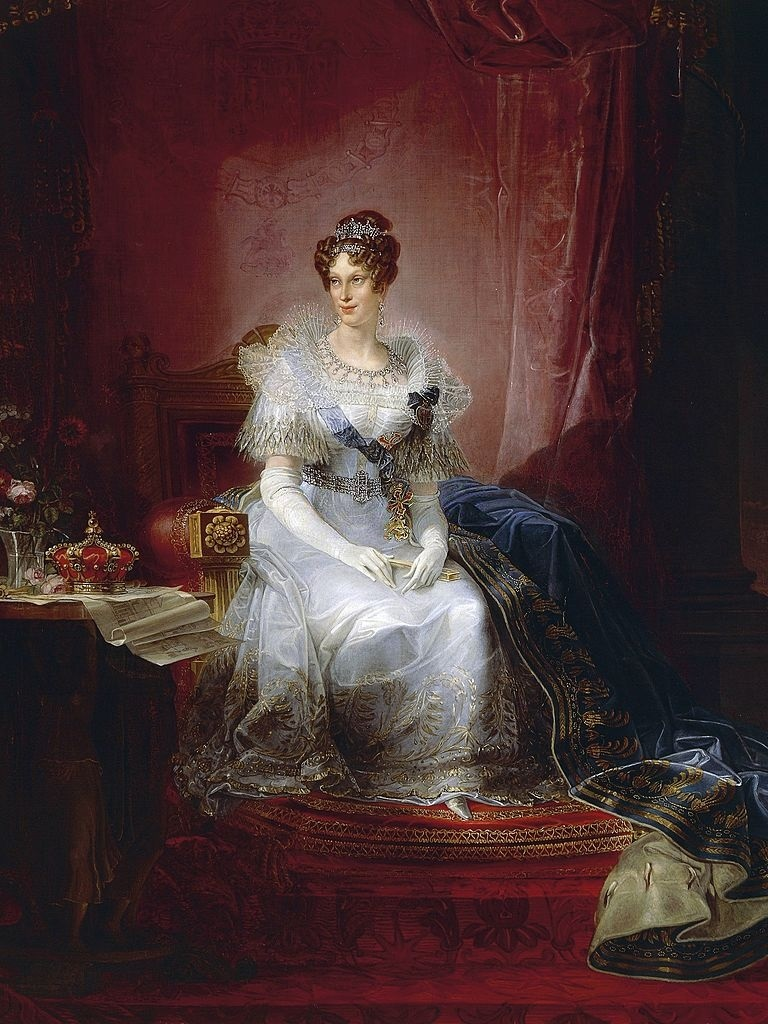
喬凡尼·巴蒂斯塔·博爾蓋西（英语：Giovanni Battista Borghesi）的《奧地利的瑪麗·路易莎肖像畫（義大利語：Ritratto di Maria Luigia d'Austria）》，252 × 192cm，約作於1837－1839年，1887年始藏。

### 引用
1. ↑   (PDF).   [2019-05-16]. （原始内容存档 (PDF)于2019-06-09）.
2. ↑   Damiani, pp.11-21.
3. ↑   Damiani, p.28.
4. ↑   Damiani, p.32.
5. ↑   Damiani, p.34.
6. ↑   Damiani, p.36.
7. ↑   Damiani, p.38.
8. ↑   Damiani, p.39.
9. ↑   Damiani, p.44.
10. ↑   Damiani, p.48.
11. ↑   Damiani, p.50.
12. ↑   Damiani, p.52.
13. ↑   Damiani, p.53.
14. ↑   Damiani, p.58.
15. ↑   Damiani, p.60.
16. ↑   Damiani, p.61.
17. ↑   Damiani, p.62.
18. ↑   Damiani, p.64.
19. ↑   Damiani, p.68.
20. ↑   Damiani, p.70.
21. ↑   Damiani, p.72.
22. ↑   Damiani, p.74.
23. ↑   Damiani, p.76.
24. ↑   Damiani, p.77.
25. ↑   Damiani, p.78.
26. ↑   Damiani, p.82.
27. ↑   Damiani, p.84.
28. ↑   Damiani, p.86.
29. ↑   Damiani, p.88.
30. ↑   Damiani, p.92.
31. ↑   Damiani, p.93.
32. ↑   Damiani, p.96.
33. ↑   Damiani, p.98.
34. ↑   Damiani, p.100.
35. ↑   Damiani, p.102.
36. ↑   Damiani, p.104.
37. ↑   Damiani, p.106.
38. ↑   Damiani, p.108.
39. ↑   Damiani, p.113.
40. ↑   Damiani, p.115.
41. ↑   Damiani, p.126.
42. ↑   Damiani, p.128.
43. ↑   Damiani, p.130.
44. ↑   Damiani, p.131.
45. ↑   Damiani, p.132.
46. ↑   Damiani, p.134.
47. ↑   Damiani, p.136.
48. ↑   Damiani, p.138.
49. ↑   Damiani, p.140.
50. ↑   Damiani, p.144.
51. ↑   Damiani, p.146.
52. ↑   Damiani, p.147.
53. ↑   Damiani, p.152.